# Parti national-socialiste des travailleurs allemands
Cet article possède un paronyme, voir Parti socialiste national.
Pour les articles homonymes, voir Parti national.

Le drapeau du parti.

Le Parti national-socialiste des travailleurs allemands (en allemand : Nationalsozialistische Deutsche Arbeiterpartei, d'où le sigle NSDAP), souvent nommé simplement « parti national-socialiste » ou « parti nazi », est un ancien parti politique allemand d'extrême droite, nationaliste et antisémite, rattaché à la famille politique du fascisme.
Son nom peut également être traduit Parti national-socialiste ouvrier allemand ou Parti ouvrier allemand national-socialiste,. Le terme « nazi » (abréviation de nationalsozialistisch) est utilisé pour désigner les membres de ce parti ou les partisans de l'idéologie national-socialiste ou « nazisme ».
Fondé en 1920, au début de la république de Weimar, le NSDAP parvient au pouvoir le 30 janvier 1933 lorsque son chef, Adolf Hitler, est nommé chancelier du Reich par le président Hindenburg. Il est la seule force politique autorisée dans le Troisième Reich de juillet 1933 à la défaite de 1945. Le rôle du parti nazi, auquel beaucoup de fonctionnaires sont tenus d’adhérer, est renforcé par ses organisations spécialisées (Jeunesses hitlériennes, Front du travail, etc.), et surtout par la SS, même si celle-ci n'est pas au sens propre une organisation du parti. Créée en 1925 comme garde personnelle de Hitler, elle devient progressivement, à compter de l’arrivée au pouvoir de Hitler en janvier 1933, un État dans l'État.
À la capitulation de l'Allemagne le 8 mai 1945, le parti nazi est déclaré illégal et ses dirigeants sont arrêtés, puis jugés au procès de Nuremberg. Le parti y est condamné en tant que personne morale et reconnu comme une organisation criminelle. Les vainqueurs lancent ensuite un processus de dénazification de la société allemande.

## Genèse
Le NSDAP, à l'époque un « groupuscule extrémiste de droite », est apparu en 1920 à Munich. Il est le successeur de l'éphémère DAP (Parti ouvrier allemand) fondé en 1919, très probablement à l'instigation d'une société occulte munichoise, la société Thulé, dont le but est de protéger des Juifs et des francs-maçons le « sang aryen ». Celle-ci inspire l'usage de symboles comme les runes et la croix gammée et attire des hommes comme Alfred Rosenberg, Hans Frank, Dietrich Eckart et même le moine défroqué Bernhard Stempfle. Thulé compte une centaine de membres, pour la plupart issus de la bonne société munichoise. La société financera modestement le jeune Parti ouvrier allemand.

### Création
Le 5 janvier 1919, Anton Drexler, serrurier dans un atelier de réparation des Chemins de fer bavarois,, ainsi que le journaliste sportif Karl Harrer du München-Augsburger Abendzeitung,, fondent le Parti ouvrier allemand (DAP, pour « Deutsche Arbeiterpartei ») au sein du Cercle politique ouvrier (« Politischer Arbeiterzirkel ») qu'ils avaient eux-mêmes fondé quelques mois auparavant. Dirigé par Harrer, le parti compte à sa création une bonne vingtaine de membres. D'orientation pangermaniste, il se réclame d'un « socialisme germanique » mal défini mais conçu d'emblée comme opposé au marxisme. Parmi les autres membres ayant participé à la création du DAP, on trouve aussi Dietrich Eckart et Gottfried Feder, membres ou associés de la société Thulé,. Le DAP est l'un des nombreux mouvements völkisch à la fois nationalistes, antisémites, anticommunistes et anticapitalistes qui émergent en Allemagne après la défaite du pays à la fin de la Première Guerre mondiale et cherchent à se rallier la classe ouvrière. Il recrute parmi les couches moyennes inférieures. On y prêche la lutte contre la finance internationale et « l'esclavage de l'intérêt ».

### Adhésion d'Adolf Hitler au DAP
En septembre 1919, la Bavière sort à peine d'une période révolutionnaire mouvementée, marquée par l'éphémère existence d'une république des conseils et par l'impitoyable répression qui suivit sa chute. Le capitaine Karl Mayr, chef de la propagande du service d'information de la Reichswehr, charge le caporal Hitler et l'adjudant Alois Grillmeier d'une mission de propagande au sein du DAP. Le 12 septembre 1919, Hitler se rend à une réunion du parti en compagnie de l'adjudant Alois Grillmeier ainsi que six autres anciens agents de propagande, placés sous les ordres de Karl Mayer. Ce dernier était également attendu à cette réunion, comme l'atteste une note sur la liste de présence. À la fin de cette réunion, Hitler prend la parole à l'improviste pour fustiger la proposition d'un intervenant, favorable à une sécession de la Bavière. Remarqué par Drexler, il adhère au DAP (Deutsche Arbeiterpartei : le Parti ouvrier allemand), probablement aussi sur ordre de ses supérieurs. Une demande d'adhésion de Hitler au Parti socialiste-allemand (« Deutschsozialistische Partei »), autre parti d'extrême droite, avait été rejetée cette même année. Contrairement à ce qu'il prétendra par la suite, Adolf Hitler n'est pas le 7e membre du parti. La carte de membre de Hitler portait le numéro 555 et les premiers numéros ne furent pas attribués dans l'ordre d'arrivée des membres mais, aux alentours vers fin 1919 - début 1920, en suivant l'ordre alphabétique des membres du moment. Ce n'est qu'à partir de la carte no 714 (du 25 janvier 1920) que les numéros suivent l'ordre chronologique. La seule chose certaine est que Hitler faisait partie des quelque deux cents premiers membres qui rejoignirent le parti avant la fin de l'année 1919.

#### Adolf Hitler, orateur du DAP
Hitler devient vite l'orateur principal du groupuscule. Il a lu la Psychologie des foules de Gustave Le Bon. Il en tire la conclusion que, pour s'adresser aux masses, il ne faut pas argumenter mais séduire et frapper les esprits. Il se distingue par ses discours passionnés, par son refus des discussions et sa répétition des mêmes thèmes.
La structure et les thèmes de ses discours ne variaient quasiment jamais : il commençait le plus souvent par comparer la situation de l'Allemagne avant la guerre et sa situation présente, moins réjouissante et dépeinte aussi théâtralement que possible. Il s'attardait ensuite longuement sur les causes de la guerre (dont il attribuait l'origine aux Alliés), la défaite et la révolution, sur l'injustice du traité de Versailles et l'impuissance du gouvernement face aux vexations des vainqueurs de la guerre. Selon Hitler, les « responsables » de tout cela étaient avant tout les Juifs. Inspiré par Feder et sa critique du « capital financier », Hitler s'enflammait alors contre le « grand capital juif international », qui dirigeait la politique de guerre des Alliés, ainsi que contre les « trafiquants » et les « usuriers » juifs qui étaient largement responsables de la misère économique, divisaient la patrie et la faisaient tomber de plus en plus bas. Hitler distinguait ensuite systématiquement les différences insurmontables entre l'Allemagne et les puissances occidentales dominées par « les Juifs ». Si la France était « l'ennemi historique », à cette époque, la Grande-Bretagne représentait à ses yeux « l'adversaire absolu ». D'où l'idée de chercher à coopérer avec la Russie, mais il fallait que ce soit une Russie libérée du « bolchévisme juif » : « notre salut ne vient jamais de l'Ouest. Nous devons chercher à nous rapprocher de la Russie nationale, antisémite. Pas du soviétisme. » Ce motif est présent dans ses discours jusqu’au printemps 1922, probablement sous l'influence du cercle d’immigrants allemands originaires des pays baltes réuni autour d'Alfred Rosenberg et de Max Erwin von Scheubner-Richter, fortement représenté à Munich.
Jusqu'en automne 1919, le parti végète et l'auditoire de ses conférences est clairsemé ; les talents oratoires de Hitler attirent l'intérêt d'un public d'une tout autre ampleur. Ainsi, lors de la proclamation du Programme en 25 points du 24 février 1920, l'assemblée réunit près de deux mille personnes.[réf. nécessaire]

#### Adolf Hitler, chef de la propagande du NSDAP
En 1920, Adolf Hitler, chef de propagande du NSDAP, dessine le drapeau du parti (fond rouge, cercle blanc, svastika noir). Dans Mein Kampf, il détaille cet épisode, et notamment son choix du rouge et du noir, couleurs de l'Empire allemand, mais aussi pour ne pas laisser le monopole du rouge au communisme. Il compose aussi les premières affiches du parti.
Le 24 février 1920, Hitler fait approuver le programme du parti par l'assistance. Le Programme en 25 points, qu'il a rédigé avec Drexler, entend modifier les bases économiques, politiques et sociales de l'Allemagne. Proche du programme du Deutschsozialistische Partei (DSP) publié en 1919, il reprend les idées Völkisch de l'époque en proposant de « réunir tous les Allemands » dans une « Grande Allemagne », d'abroger le traité de Versailles et de Saint-Germain et d'obtenir des colonies. Le programme prône l'interdiction de la nationalité allemande aux Juifs car ils n'étaient pas de « sang allemand » et n'étaient ainsi pas des Volksgenosse (« concitoyens »). Dans un premier temps, l'antisémitisme du programme est dilué dans une xénophobie généralisée à l'encontre des « non-Allemands » : ce sont des « hôtes » selon la législation sur les étrangers et ils ne doivent pas avoir le droit d'occuper une fonction publique ou d'occuper le poste de journaliste. En cas de pénurie alimentaire, ils doivent être expulsés et tous les non-Allemands qui ont immigré depuis le début de la guerre doivent être forcés à quitter le Reich. En chassant les juifs, en démantelant les grands magasins au profit des petits commerçants, en supprimant « l'esclavage des intérêts », en demandant la « suppression du revenu du non travail et de la paresse » et la « confiscation de tous les butins de guerre », en germanisant le droit public, les nazis désignent ainsi des « ennemis » responsables de tous les maux dont souffre le pays. Le programme prévoit aussi de contrôler l'enseignement, lutter contre l'esprit critique et instaurer un pouvoir central fort. Ce programme vise les couches populaires, mais en fait Hitler ne s'intéresse qu'à la partie nationaliste et antisémite. D'un point de vue économique, le programme exige la participation au profit des grandes entreprises, la « municipalisation des grands entrepôts » et leur location à de petits artisans et commerçants, l'arrêt de la « spéculation sur les terres », la peine de mort pour « les auteurs de crimes contre le peuple, les usuriers, les trafiquants, etc. » mais aussi, par exemple, la hausse des pensions pour les personnes âgées. Cela dit, l'économie n'était, semble-t-il, à cette époque, qu'« une chose d'importance secondaire » pour Hitler.
Le 24 février 1920 restera de fait dans les annales du parti comme le jour où le NSDAP fut fondé. Il se proclame « socialiste » mais est violemment anti-marxiste et anti-communiste. L'adhésion proclamée du parti au socialisme est destinée à récupérer l'agitation qui secoue le monde ouvrier depuis la révolution russe en 1917. Le NSDAP reste cependant fondamentalement antisocialiste : « Il y a un discours ouvriériste mais qui reste au stade du discours : quand il s'agit de prendre position dans les conflits sociaux, le parti nazi sera toujours du côté de la répression », note l'historien Johann Chapoutot. Hitler quitte l'armée en mars 1920. La première section locale non munichoise fut fondée en avril 1920 à Rosenheim, suivie par d'autres à Stuttgart, Dortmund, Starnberg, Tegernsee, Landsberg et Landshut la même année. Entre le mois de janvier et la fin de l'année 1920, le nombre d'adhésions au parti passa de 200 à plus de 2 100.

#### Adolf Hitler prend la tête du NSDAP
En 1921, une épreuve de force s'engage entre le comité du parti, qui veut fusionner avec d'autres partis d'extrême droite, et Hitler, qui ne veut pas d'une fusion sur des bases programmatiques. Hitler sort vainqueur de la confrontation et obtient le pouvoir de nommer seul un comité d'action de trois personnes pour épurer le parti. Il en profite pour évincer Anton Drexler et prend la tête du mouvement. Il s'entoure de quelques fidèles comme Ernst Röhm, Dietrich Eckart, Alfred Rosenberg. Il le réorganise totalement pour en faire un parti de masse, recrutant des cadres, rachetant un journal, le Völkischer Beobachter (grâce à des fonds de l’armée fournis par l'officier Franz von Epp), créant des groupes en dehors de Munich, formant une véritable milice chargée d'assurer l'ordre dans les rassemblements politiques et dans la rue, la Sturmabteilung (« sections d'assaut ») ou SA, dirigée par Ernst Röhm. En 1922, le vocable Führer (« guide ») devient la règle pour désigner Hitler. À cette époque déjà, les manifestations du NSDAP se distinguent par leur violence. Le parti se dote de ses grands symboles : le drapeau rouge déployé lors des défilés, la croix gammée, symbole du renouveau aryen combinée aux couleurs de l'Allemagne impériale : noir, blanc, rouge. En application de leur idéologie officielle, les SA brutalisent leurs adversaires politiques dans la rue. Les 14 et 15 octobre 1922, quatre cents SA dirigés par Hitler lui-même parviennent à faire reculer une manifestation du SPD. Cet épisode confère une aura de supériorité au NSDAP.

### Composition du NSDAP dans les premières années
Les membres du parti sont plutôt jeunes (32 ans en moyenne), ont tous un passé dans les organisations völkisch. D'un point de vue sociologique, le parti est composé d'un tiers d'artisans et d'ouvriers qualifiés, de 14,5 % de fonctionnaires et d'employés, de la même proportion de membres des professions libérales, de 13 % de soldats ou d'anciens soldats, de 7 % d'étudiants, de 4 % de boutiquiers et de 2,5 % d'ouvriers non qualifiés. Mais c'est surtout une alliance entre les activistes de la SA et de la bourgeoisie moyenne qui fournit au parti naissant, et à Hitler, leurs premières troupes, malgré les nombreuses divergences qui existent entre ces deux groupes, les premiers souhaitant tout détruire sur leur passage, les seconds aspirant à une réintégration au sein de la société bourgeoise. Cette alliance n'est possible qu'en raison d'une haine commune à l'égard des Juifs et des Prussiens et de la présence de Hitler qui est proche des deux groupes à la fois : il appartient au premier par son passé dans l'armée et les positions développées avant 1923, tout en étant en mesure de se rapprocher du second, surtout à partir de l'échec du putsch de 1923.
En 1923, un an après l'assassinat de l'ancien ministre Walther Rathenau par un extrémiste antisémite membre d'un groupe clandestin, le NSDAP compte 55 000 membres et les SA 30 000 hommes. La violence politique est dès le départ une marque de fabrique du parti. Les militants du NSDAP n'hésitant pas à « faire le coup de poing » et à commettre des meurtres (le journaliste Hugo Bettauer, comme tant d'autres, est assassiné en 1925, à Vienne, par un membre du NSDAP).
En novembre 1923, à la suite de l'occupation de la Ruhr par les troupes françaises et belges et de l'effondrement du mark, Adolf Hitler profite de l'émoi des Allemands et tente de renverser le gouvernement de Bavière le 8 novembre. Les militants du NSDAP font irruption dans une grande brasserie où 3 000 responsables, bourgeois et membres des professions libérales sont réunis pour écouter les trois principaux dirigeants du Land. Hitler, revolver au poing, entraîne les dirigeants bavarois dans une arrière-salle et leur intime l'ordre de lui céder le pouvoir. Après la fuite des hommes politiques, la police met fin au putsch de la Brasserie dans le sang. Dès le lendemain, le NSDAP est interdit. Hitler est jugé puis condamné à cinq ans de prison et incarcéré durant treize mois. La propagande du Troisième Reich fera plus tard de ce jour un événement historique. Le 9 novembre deviendra le jour anniversaire du parti.

## Reconstruction

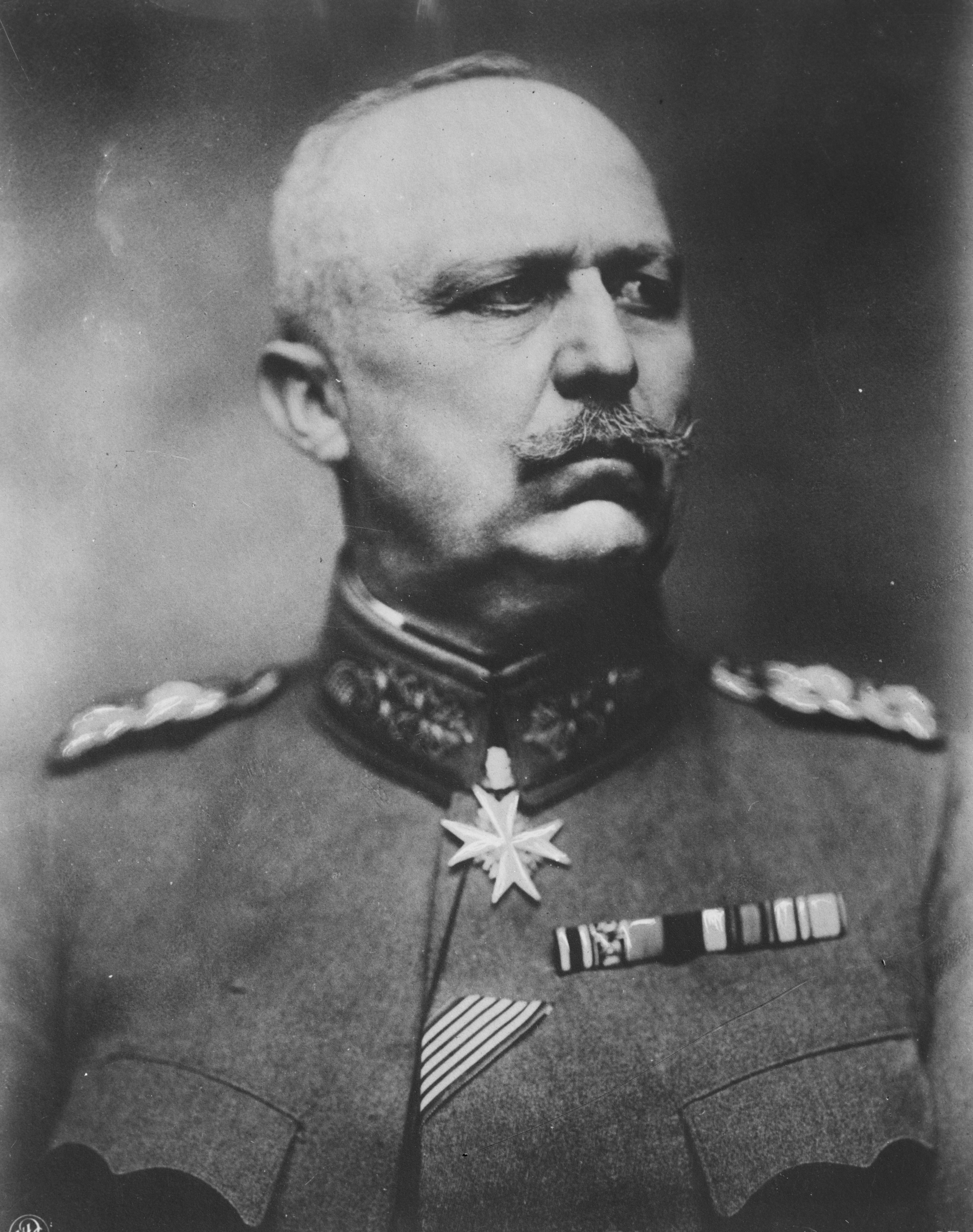
Erich Ludendorff se présente comme candidat du NSDAP, lors de l'élection présidentielle de 1925.

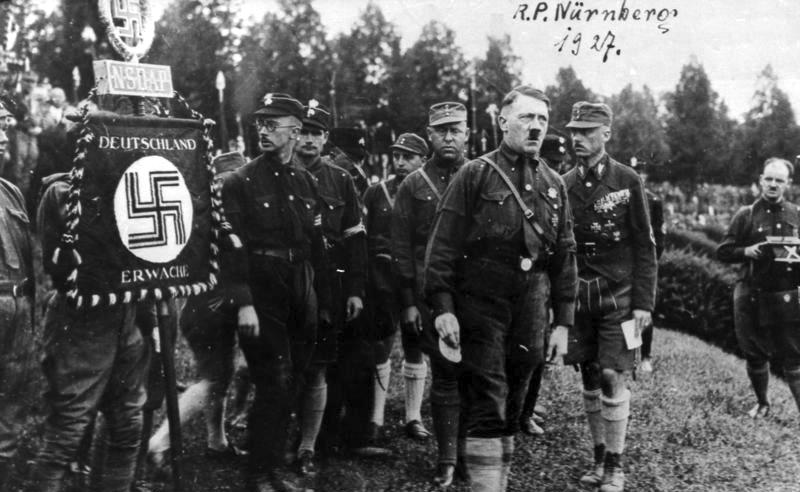
Hitler au congrès du parti à Nuremberg en 1927 : de gauche à droite, derrière lui, Himmler, Hess et Gregor Strasser.

Les SA défilant devant Hitler en 1935.

### Refonte du programme politique
Alors qu'il est emprisonné, Hitler tire la conclusion que c'est par le jeu politique qu'il parviendra à prendre le pouvoir. Il profite de son emprisonnement pour rédiger la première partie de Mein Kampf, ouvrage à la fois autobiographique et de théorie politique. Il bénéficie d'une libération anticipée le 20 décembre 1924.
Le 18 juillet 1925, paraît le premier volume de Mein Kampf (« Mon combat »). Le second sort le 11 décembre 1926. À sa parution, le livre ne connaît qu'un succès modeste : jusqu'en 1929, seuls 23 000 exemplaires du premier volume et 13 000 du second sont vendus. Après 1930, le tirage augmente fortement : jusqu'en 1935, il s'en vend 1,5 million exemplaires. À partir de 1936, il devient le cadeau de mariage de l'État aux couples allemands. On estime son tirage à près de 10 millions d'exemplaires jusqu'en 1945, auxquels s'ajoutent les traductions, autorisées ou non, en seize langues étrangères. Cependant, Mein Kampf reste peu lu par les Allemands. Hitler y expose d'une façon très crue et très directe une conception du monde fondée sur la lutte des races, sa vision du monde, Weltanschauung, fondée sur la conquête du Lebensraum (l'« espace vital ») de la nation allemande aux dépens des Slaves, l'idéal pangermaniste, l'antisémitisme et l'antichristianisme. Il annonce aux Allemands « une paix garantie par l'épée victorieuse d'un peuple de maîtres qui mettra le monde entier au service d'une civilisation supérieure ». Mais Hitler sait laisser de côté ses idées les plus violentes pour se consacrer à son premier objectif, la conquête du pouvoir par les voies légales. De ce fait, ses propos, lors des réunions publiques, ressemblent à ce que pense l'Allemand moyen, la passion et la conviction en plus.
Dans le même temps, le programme de 1920, déclaré inviolable, est progressivement mis de côté, à la fois par Hitler qui ne souhaite pas se lier les mains par un programme trop précis et par le parti, lorsque des propositions de lois sont votées dans les parlements, le Reichstag ou les chambres des États fédérés. De plus, l'organisation de groupes d'adhérents par professions ou catégories sociales contribue à brouiller le message politique du parti, à masquer l'absence de programme politique précis pour le Reich dans son ensemble derrière la formule de défense du Reich, un certain nombre de distinctions symboliques entre les militants et l'usage de formules destinées à renforcer le sentiment de camaraderie au sein de la communauté du parti.

### Division
Alors que Hitler est emprisonné, le parti éclate en deux tendances, la NS-Freiheitsbewegung dans le Nord de l'Allemagne dirigé par Gregor Strasser et Erich Ludendorff, la Grossdeutsche Volksgemeinschaft dans le Sud, dirigée par Hermann Esser et Julius Streicher. Chacune de ces tendances renvoie en réalité à un recrutement spécifique dans le Reich : la tendance regroupée autour de Strasser, Goebbels et Muchow (en), est urbaine, socialisante, révolutionnaire, tentée par une alliance avec le KPD, alors que la tendance regroupée autour d’Esser et Streicher est populiste, raciste, rurale et opposée aux évolutions de la société industrielle. En 1925, le débat sur l'expropriation des familles princières menace de faire éclater le parti : en effet, malgré la présence de Feder, les dirigeants du nord du Reich, Strasser, Goebbels, Kaufmann, Hildebrandt, Koch, Kerrl et Rust sont favorables à l'expropriation.
Le 27 janvier 1925, Hitler refonde le NSDAP, mais il doit lutter contre l'aile gauche des frères Strasser qui se sont efforcés de noyauter la SA dirigée par Röhm.
Pour se protéger, il s'entoure d'une garde rapprochée de fidèles, la SS (Schutzstaffel, « escadron de protection »). Elle est à cette époque soumise à la SA dont elle forme l'élite.
L'élection présidentielle de 1925, pour la première fois au suffrage universel direct, ne permet pas à Adolf Hitler encore sous interdit judiciaire et n'ayant pas la nationalité allemande, de se présenter. Le NSDAP propose la candidature d'Erich Ludendorff, qui ne recueille au premier tour que 1,1 % des voix et se discrédite complètement.

### Remise en ordre de bataille
Hitler s'efforce de réorganiser le NSDAP de manière à contrôler tout ce qui se passe dans le parti. Cette réorganisation se manifeste de plusieurs manières : refonte des circonscriptions du parti, reprise en main de l'appareil, grande souplesse de l'appareil et création de structures pour chaque électorat potentiel et mise en place d'un cérémonial axé sur le culte au Führer.
Il installe des gauleiters dans chaque division administrative du parti, le Gau lui-même divisé en districts, les Kreise. Cette organisation est basée sur les circonscriptions électorales du Reich. Au sommet, il existe deux organismes : les PO I (organisation politique no 1) et le PO II (organisation politique no 2). Elles ont comme mission de séparer le pouvoir en place et de former un « gouvernement fantôme » avec des sections correspondant aux différents ministères. Le parti comporte alors 27 000 membres divisés en 607 groupements locaux dont la moitié en Bavière.
La reprise en main de l'appareil du parti se fait selon deux axes : l'élimination des concurrents potentiels et la création d'un entourage personnellement lié au Führer et exerçant les responsabilités au sein du parti. Les deux concurrents les plus importants du groupe de Munich, qui entoure Hitler, sont Gregor et Otto Strasser. Organisateurs, ils font progresser les effectifs dans les régions industrielles du Nord-Ouest, défendant l'idée que le nazisme constitue la voie allemande du socialisme. Ils professent un nationalisme anticapitaliste que partage aussi Joseph Goebbels qui les soutient à l'époque. Mais, en février 1926, lors de la tentative de réconciliation sous les auspices de Streicher, dans son fief de Bamberg, les nazis du Nord du Reich, emmenés par Strasser, font leur soumission.
En mai 1926, sorti victorieux des luttes internes, Hitler obtient le pouvoir de désigner seul les membres dirigeants du parti. Il parvient à s'attacher Goebbels qu'il envoie à Berlin avec la mission de discipliner les SA. Le congrès de Weimar de juillet 1926, prévu par les statuts, fournit l'occasion de l'affirmation du lien entre les membres du parti et le Führer et de l'évocation du souvenir sanglant du putsch de la Brasserie. On y inaugure le serment de fidélité par le toucher du drapeau du 9 novembre 1923, qui « bénit » les drapeaux, et le salut fasciste. Lors du congrès de Nuremberg de 1927, le décorum du NSDAP se met en place. Hitler, en chemise brune, occupe une position centrale. Le parti militarisé défile au milieu d'un déploiement de drapeaux donnant une impression de force.
Si le parti donne une impression de force, c'est aussi en raison de la lutte extrême que les instances centrales laissent se développer en son sein. En effet, pour Hitler, un chef, à quelque échelon que ce soit, a conquis sa place et doit être en mesure de la défendre contre les prétentions d'autres membres du mouvement ; selon cette logique inspirée du darwinisme social, seuls les plus féroces et les plus efficaces parviennent à se maintenir longtemps à leur poste dans cette lutte constante. L'absence de programme précis est cachée par le mythe du Führer. Celui-ci exalte surtout la communauté du peuple uni, Volksgemeinschaft, sous la direction du chef. Il cherche avant tout à provoquer une communion avec son auditoire. Les thèmes antisémites et anti-internationalistes sont toujours très présents. Au sein du parti, Gregor Strasser développe les associations socio-professionnelles : étudiants, médecins, instituteurs, femmes… En 1929, il existe une structure d'accueil pour chaque catégorie de citoyens. Cela permet au NSDAP de conquérir une partie du monde paysan et un grand nombre d'étudiants issus de la classe moyenne très antisémite. Cette conquête de pans de plus en plus importants de la population est masquée par l'absence de succès électoraux : le parti compte en 1928 178 000 adhérents (il en comptait 25 000 en 1925), répartis dans l'ensemble de la société, fournissant les cadres pour l'expansion future.
Dans le même temps, l'aile nordiste du parti, défaite en 1925-1926, obtient qu'une réflexion soit organisée autour de l'opportunité de l'organisation de syndicats nazis : en 1928, Adolf Wagner est nommé référent pour les problèmes syndicaux, et Goebbels reconnaît l'existence de syndicats nationaux-socialistes au congrès de Berlin au mois de juillet. Au congrès de Nuremberg en 1929, les cellules d'entreprises sont fédérées dans une organisation spécifique, mais leur propagande est limitée en raison de l'absence de fonds envoyés depuis Munich.
Aux élections générales de 1928, le NSDAP obtient seulement 800 000 voix représentant 2,6 % du corps électoral, ce qui lui vaut douze sièges au Reichstag. Cela ne représente que huit fois le nombre d'adhérents. Bien que recrutant dans toutes les couches, le parti attire surtout les classes moyennes indépendantes et les petits-bourgeois.

## Montée

Résultats aux législatives.

La montée du nazisme est due à la conjonction des deux crises, l'une politique et l'autre économique. En mai 1928, la gauche a fortement progressé en Allemagne, entraînant l'accession au pouvoir du socialiste Hermann Müller. Sa présence est insupportable aux ultra-conservateurs comme le président Hindenburg qui va soutenir la campagne des nationalistes et des nationaux-socialistes contre le plan Young, pourtant un beau succès diplomatique. En novembre-décembre 1929, Hindenburg va même jusqu'à financer des rassemblements politiques de Hitler contre le plan qui prévoit le rééchelonnement du paiement des réparations. L'activisme du parti national-socialiste attire une importante clientèle électorale. À elle seule, la campagne contre le plan Young apporte 20 000 nouveaux adhérents au NSDAP. Un des slogans du NSDAP est à ce moment : « Du travail et du pain ». Les nationaux-socialistes obtiennent quelques succès aux élections régionales de 1929. Au printemps 1930, le parti compte 200 000 membres.
Au même moment, la crise économique de 1929 prive l'Allemagne et l'Autriche des capitaux américains investis après-guerre. Ceci provoque la faillite du système bancaire allemand et la chute de la production industrielle. En décembre 1931, il y a six millions de chômeurs à 100 % et 8 millions de chômeurs partiels. La politique menée par Brüning, baisse de l'allocation chômage et des allocations sociales, entraîne une sévère déflation qui favorise la radicalisation politique. En 1931 l'économie allemande chute de 7,7 %, en 1932 de 7,5 %. Des historiens et économistes (Maury Klein (en), Daniel Cohen, Joseph Stiglitz, entre autres) expliquent que le krach boursier de Wall Street en 1929 eut un impact majeur sur la jeune démocratie allemande : le retrait des capitaux américains d’Allemagne, qui soutenaient alors une économie allemande balbutiante, a déclenché une crise économique terrible, poussant la classe moyenne dans la misère et laissant un espace politique libre pour le parti nazi.
Les premiers succès du parti sont locaux et localisés dans les régions rurales et arriérées du Reich, la Thuringe, pays marqué par le travail à domicile et le chômage : Wilhelm Frick est élu au parlement, exerce des responsabilités et se place dans son action en réaction à la modernisation des années 1920, dont Weimar avait été l'un des centres, politiques et artistiques.
Josef Goebbels et Walter Darré sont chargés de la propagande aux élections de 1930. Darré, chargé du milieu rural, fait campagne sur les thèmes de la défense et de la propriété agricole, de l'aide de l'État à la production et au soutien des prix. Aux élections générales de septembre 1930, le NSDAP obtient 6,4 millions de voix, grâce à une poussée dans le monde paysan, représentant 18,3 % du corps électoral et remporte 107 sièges au Reichstag. Il recueille son meilleur score dans les campagnes protestantes en Prusse, Schleswig-Holstein, dans les villages protestants de Franconie et de Bade. Hitler affirme en septembre 1930 qu'il compte arriver au pouvoir par le suffrage universel, et il ajoute : « Alors nous construirons l'État tel que nous le souhaitons. » Mais les SA réclament de l'action. Sous l'impulsion de leur chef Stennes, les SA de Berlin se révoltent contre l'abandon du volet social du NSDAP. Les SS, dirigés par Heinrich Himmler, circonscrivent la rébellion et commencent à assurer la police interne. Ils répriment une autre révolte de SA au nord du pays. Cela permet à Hitler de se donner une image de chef modéré, soucieux de contenir ses troupes. Contre la politique d'austérité de Brüning, les nationalistes (des associations d'anciens combattants, des agrariens, quelques hommes d'affaires, etc.) et les nationaux-socialistes se rassemblent en octobre 1931 dans le Front de Harzburg, faisant de Hitler un personnage de premier plan. Hitler, soucieux de respectabilité, a depuis 1926 désavoué la partie « anticapitaliste » des 25 points du programme de 1920. Mais il n'obtient que peu de succès auprès des grands capitalistes. Les quelques ralliements d'industriels sont toujours individuels avant 1933. C'est le cas de Fritz Thyssen, d'Emil Kirdorf et de Friedrich Flick. Du côté des banquiers, il faut noter le ralliement d'Emil Georg von Stauss (en) et de Kurt von Schroeder qui prend en main le programme économique du parti. Le ralliement de Hjalmar Schacht, qui avait jugulé l'hyperinflation en 1924, vers 1930, est certainement le plus prestigieux. Ces ralliements entraînent une refonte des orientations du parti, et donc un risque de perte de contrôle du parti par Hitler et par le groupe de Munich : pour éviter cet écueil, généré par la contradiction entre les aspirations de la base du parti, et les souhaits de ses bailleurs de fonds, Hitler s'appuie sur la SA, radicalise son discours, exploite politiquement la composition du cabinet Papen, le cabinet des Barons et lance le parti dans un rapprochement avec les communistes lors la grève des transports berlinois de 1932.

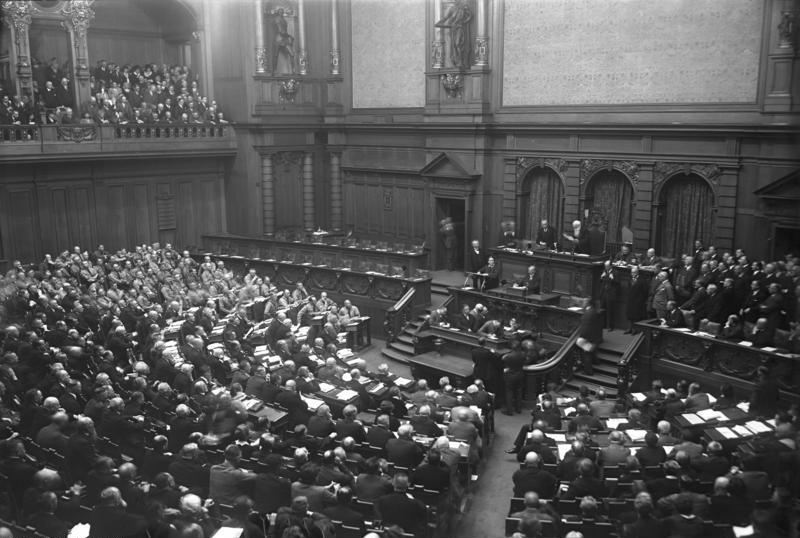
Séance au Reichstag, le 13 octobre 1930, les députés nazis sont en chemise brune à l'extrême droite (vus du centre de l'hémicycle), mais à gauche sur l'image.

Au fil des mois de l'année 1930 et de l'année 1931, marqués par la montée du chômage, la paupérisation de pans de plus en plus importants de la population, le parti connaît des succès électoraux de plus en plus nombreux, liés en partie à l'élargissement de la base du parti, qui ne s'opère pas partout sur les mêmes bases ; ainsi dans les régions proches de la frontière polonaise, marquées par un fort nationalisme, son essor se fait aux dépens des conservateurs, dans les régions centrales du Reich, ce sont les petits propriétaires qui passent du vote conservateur ou libéral au vote nazi.
Début 1932, le parti compte 1,5 million d'adhérents, dont 350 000 SA et SS qui multiplient les exactions et les démonstrations de force. Les batailles de rue contre les communistes se multiplient. En 1931, elles font 300 morts pour la seule Prusse. Les Jeunesses hitlériennes de leur côté enrôlent plus de 107 956 jeunes[réf. nécessaire]. En 1931, le Zentrum, le parti catholique, pense pouvoir amadouer les nationaux-socialistes en associant Hitler au pouvoir. Le président Hindenburg reçoit même celui-ci le 10 octobre 1931 pour lui proposer un poste. En vain. Le Führer refuse les seconds rôles. Le succès du parti entraîne une lente mutation sociale de ses adhérents. La proportion d'ouvriers augmente par la suite de la création du syndicat « Nationalsozialistische Betriebszellenorganisation » (NSBO) qui compte 100 000 membres en 1932. Ceux-ci restent cependant sous-représentés par rapport à la petite bourgeoisie. Les jeunes, surtout ceux issus des classes moyennes qui n'ont jamais intégré le monde du travail, affluent vers le NSDAP, mais le parti se définit surtout comme un parti de trentenaires. Quant à l'électorat, il est beaucoup plus important dans les régions protestantes du Nord et de l'Est que dans l'Ouest et le Sud catholiques, dans les campagnes et les petites villes, les banlieues petit-bourgeoises que dans les centres urbains et les banlieues ouvrières. En 1933, un protestant sur deux vote national-socialiste, un catholique sur trois ; toutes choses égales par ailleurs, les protestants sont au moins deux fois et demi plus enclins à voter pour les nazis que les catholiques, ce qui s'explique notamment par l’attitude offensive à l'égard des nazis de la hiérarchie catholique, très liée au Zentrum. La répartition par âge et par catégorie socio-professionnelle varie d'une région à l'autre voire d'une ville à l'autre et dépend des particularismes locaux. En réalité, ces succès doivent beaucoup au fait que le NSDAP promet tout à tout le monde, donc rien à personne, tout en renvoyant à plus tard, c'est-à-dire après la prise du pouvoir, les mesures concrètes à mettre en œuvre une fois cet objectif atteint.
Le 25 février 1932 Hitler obtient la nationalité allemande, et à l’élection présidentielle de mars-avril, il obtient 13 418 517 voix au second tour, représentant 36,7 % du corps électoral, mais il est battu par le maréchal Hindenburg. Aussitôt après les élections, un décret-loi du chancelier Heinrich Brüning interdit les SA et les SS. Mais Brüning qui dirige le gouvernement depuis octobre 1930 s'est fait beaucoup d'ennemis à droite, car il s'appuie sur le SPD pour gouverner. Schleicher rencontre Hitler et conclut un accord avec lui. Le NSDAP ne s'oppose pas à un cabinet sans Brüning. En échange, le Reichstag est dissous et les SS et SA sont de nouveau autorisés. La campagne électorale qui s'ensuit est extrêmement violente. Entre le 14 juin et le 20 juillet, les combats de rue font 99 morts rien qu'en Prusse. Le 17 juillet à Altona (Hambourg), a lieu un affrontement dont le bilan est terrible : 17 morts et 100 blessés à cause des violences nationales-socialistes. Les élections du 31 juillet 1932 donnent au NSDAP 37,3 % des voix. Papen et Schleicher proposent aux nationaux-socialistes deux ministères, mais Hitler réclame la chancellerie. De ce fait, les SA multiplient leurs violences. Un décret-loi instaure alors la peine de mort pour les auteurs de violences de rue mortelles. Lorsqu'un mineur communiste est piétiné à mort par neuf SA, ils sont condamnés à mort. Hitler réclame leur libération. Finalement graciés, ils ne feront que quelques mois de prison. Hitler dicte désormais sa loi au pouvoir légitime.
Dès sa réunion, le Reichstag s'en prend au nouveau chancelier von Papen et l'oblige à dissoudre de nouveau l'assemblée et à procéder à de nouvelles élections. À ce moment-là, le parti national-socialiste est traversé par des courants contradictoires. Hitler, soutenu par Goebbels, réclame le pouvoir pour le seul NSDAP. Gregor Strasser milite pour une participation à un gouvernement selon les conditions d'Hindenburg et von Papen. Il cherche aussi à établir sur le parti une structure hiérarchique pour contrôler les gauleiters. Mais cette démarche va à l'encontre des intérêts de Hitler qui, grâce à son charisme, contrôle personnellement les responsables régionaux. Pendant la campagne électorale, a lieu un événement improbable. Les communistes et les nationaux-socialistes s'unissent pour faire grève dans les tramways berlinois, s'opposant ainsi aux syndicats et au SPD qui appellent au travail. Cette alliance incroyable montre que l'union des partis de gauche est impossible en Allemagne même pour contrer la menace d'extrême-droite. À l'automne 1932, les nationaux-socialistes mènent une campagne très violente avec, entre autres, des thèmes anticapitalistes, populistes et proagrairiens. Les grands patrons inquiets proposent une union de toutes les forces nationalistes sauf les nationaux-socialistes.
Les élections générales de novembre marquent un recul du NSDAP avec ses 11,74 millions de voix, soit 33,1 % du corps électoral. Les nationaux-socialistes perdent deux millions de voix. Les partis communiste et socialiste dépassent le NSDAP de plus de 1,5 million de voix, mais ils sont divisés. Les caisses du parti national-socialiste sont vides. Le recul aux élections de novembre le laisse dans un certain désarroi. Le nouveau chancelier Schleicher tente de faire éclater le parti en proposant à Gregor Strasser le poste de vice-chancelier. Mais soumis à la pression de Goebbels, Strasser quitte le parti national-socialiste en dénonçant la politique de Hitler.
Après les élections de novembre, Hitler sait que pour arriver au pouvoir, il doit pactiser avec les milieux d'affaires, très insatisfaits des politiques menées par les chanceliers successifs. Au cours de l'année 1932, il a acquis une certaine respectabilité auprès des grands patrons qu'il a rencontrés à Düsseldorf le 27 janvier 1932 grâce à Schroeder. Il bénéficie aussi des intrigues de von Papen, mécontent d'avoir été écarté du pouvoir par Schleicher, et qui espère revenir aux affaires dans le sillage de Hitler. Les deux hommes se rencontrent à deux reprises les 4 et 18 janvier 1933. Hindenburg est hostile à la nomination de Hitler comme chancelier, mais une coterie fait pression sur le président pour qu'il remplace Schleicher par le chef des nationaux-socialistes. Hindenburg finit par demander à von Papen de clarifier la situation politique. Celui-ci propose un gouvernement avec Hitler comme chancelier. Il assure le vieux président que Hitler sera neutralisé par les ministres conservateurs. Le 30 janvier 1933, après une dernière intrigue de von Papen, Hitler devient chancelier. Le soutien des milieux financiers et patronaux à Hitler avant 1933 est discuté ; il est avéré par la suite.

### Propagande et culture

Emblème du NSDAP.

Pour les militants du NSDAP, Hitler est le rédempteur de l'Allemagne. Ils s'efforcent dans leurs actions d'en convaincre les électeurs. Les défilés dans les rues, les rassemblements politiques sont de plus en plus ritualisés.
Joseph Goebbels, responsable de la propagande nazie, est l'un des maîtres d'œuvre des succès électoraux. Il parvient à mythifier le militant nazi en le transformant en héros prêt à donner sa vie pour la cause. Pour exemple, le cas du SA Horst Wessel : au cours d'une rixe pour une prostituée, ce dernier est tué par un communiste et Goebbels en fait un martyr du national-socialisme. Alors que le SA se débat encore entre la vie et la mort dans un hôpital de Berlin, Goebbels fait publier de ses nouvelles deux fois par semaine dans l'organe de presse local du NSDAP. Il organise même le 7 février 1930, un rassemblement de plus de 10 000 personnes. À la fin de la réunion, la foule entonne un chant écrit par le SA blessé, le Horst-Wessel-Lied qui deviendra l'hymne du parti et le deuxième hymne national allemand. Lors de l'enterrement de Wessel, des milliers de sympathisants font le salut hitlérien au passage du cercueil. Goebbels fait ainsi de Wessel un preux chevalier des temps modernes.
Lors de l'élection de 1930, les nationaux-socialistes n'ont pas encore accès à la radio et la presse nationale. Goebbels compense ce handicap en inondant le pays de tracts, d'affiches, de journaux distribués par les SA. En 1932, pour la campagne présidentielle, les nationaux-socialistes collent près d'un million d'affiches à travers toute l'Allemagne. Huit millions de tracts et douze millions de journaux sont distribués. Dans les régions isolées, des voitures tapissées d'affiches du NSDAP sillonnent les routes tandis que des haut-parleurs scandent les slogans nationaux-socialistes. Les réunions électorales sont aussi un moyen très efficace de propager les thèmes nationaux-socialistes. En 1932, il s'en tient 300 par jour pendant la campagne. La mise en scène soignée : multiplications des drapeaux rouge et blanc avec des croix gammées, chants, uniformes, parades de SA, fanfares, lumières des torches, donnent à la foule un sentiment d'unité et de force qui emporte l'adhésion. Pour donner à Hitler une image moderne, Goebbels affrète un avion qui transporte Hitler, candidat à la présidentielle, de rassemblements en rassemblements avec comme slogan : « Le Führer au-dessus de l'Allemagne ».
À partir de 1929, le NSDAP sous l'inspiration de Goebbels s'en prend aux intellectuels et aux artistes jugés « néfastes » pour l'Allemagne. Les étudiants nationaux-socialistes, pourtant minoritaires dans les universités, dressent des listes d'enseignants juifs, comme les étudiants nazis de Göttingen, entretiennent une agitation constante et peu réprimée. Ils empêchent les professeurs juifs ou libéraux de faire cours. Les présidents d'université en viennent à en renvoyer certains dans l'espoir que les agitateurs nationaux-socialistes laissent enfin l'université en paix. Les spectacles, théâtres, cinémas ou cabarets jugés contraires à « l'honneur allemand » sont régulièrement perturbés par les SA. Ils finissent par être retirés de l'affiche par les directeurs de salle. Les journaux du NSDAP publient des listes noires d'artistes ou d'écrivains en leur promettant un châtiment exemplaire le jour où Hitler arrivera au pouvoir (parmi les plus menacés : Kurt Tucholsky, Erich Kästner, Bertolt Brecht, Erwin Piscator, Vassily Kandinsky, Ossietsky…). En 1929, Wilhelm Frick devient ministre de l'Instruction publique du Land de Thuringe dans un gouvernement de coalition de droite mené par Erwin Baum (de). Il fait interdire les œuvres des artistes honnis par le national-socialisme. Mais son action suscite une telle réprobation qu'il est obligé de démissionner au bout de quelques semaines. En fait, entre 1929 et 1933, les campagnes d'intimidation sont bien plus efficaces qu'une censure directe.

### Financement
En France, en janvier 1932, le député Paul Faure intervint vivement à la Chambre des députés en accusant le groupe Creusot-Schneider d’aider au réarmement allemand, au moyen de ses implantations en Tchécoslovaquie et en Hongrie, tandis qu’un de ses associés aux Pays-Bas drainait des fonds pour le NSDAP. Fritz Thyssen verse un million de marks au parti en 1931, mais parce qu'il finance tous les partis sans distinction. En 1932, sur les plusieurs millions qu'il verse aux différents partis, le NSDAP en reçoit 3 % contre 8 % aux partis de droite, 6 % à ceux de gauche et 83 % aux partis du centre. Plusieurs auteurs ont évoqué la parution aux Pays-Bas d’un opuscule sous le pseudonyme de Sydney Warburg, De Geldbronnen van het nationaal-sozialism: drie gesprenken met Hitler (« les ressources du national-socialisme, trois conversations avec Hitler ») et traitant des ressources financières du nazisme en 1929, 1931 et 1933, apparemment rédigé par un infiltré et désignant des bailleurs de fonds liés à la haute-finance américaine. Le NSDAP bénéficie aussi de l'appui financier de l'industriel Emil Kirdorf et de l'ancien président de la Reichsbank Hjalmar Schacht.

## Arrivée des nazis au pouvoir
Le but du NSDAP est la prise du pouvoir afin d’instaurer une dictature autour d’Adolf Hitler. Selon le Führer, ce régime est seul capable de lancer un vaste programme d’économie de guerre, avec pour objectif le réarmement massif du pays, afin de lui permettre de se lancer dans une série de conquêtes militaires et d’élargir ce qu’il appelle son « espace vital ». L’idéologie du parti nazi était nationaliste, raciste et antisémite. Une fois le pouvoir atteint, le parti se trouve confronté à ses contradictions de la période précédente, balloté entre un programme flou, axé autour de la « création d'une autorité centrale forte » et des aspirations divergentes au sein du parti : certains, la majorité, veulent refonder le Reich sur les bases de celui de 1871, d'autres veulent la remise en place de l'État allemand, sous leur contrôle, d'autres encore, autour de Röhm, souhaitent l'initialisation d'un processus révolutionnaire.

### Vers la dictature totale
À l'annonce de la nomination de Hitler comme chancelier, des milliers de SA défilent sous les fenêtres de leur chef et devant la porte de Brandebourg dans une longue retraite aux flambeaux qui dure cinq heures. Goebbels note dans son journal « C'est comme dans un rêve ». Le 30 janvier, il n'y a, en plus de Hitler, que deux autres nationaux-socialistes dans le nouveau gouvernement : Frick à l'Intérieur et Hermann Göring au ministère de l'Aviation, qu'il cumule avec celui de l'Intérieur de Prusse, le principal État fédéré du Reich. Les autres ministres sont à peu près ceux du gouvernement précédent. Dès le 1er février 1933, le nouveau chancelier Hitler obtient du président Hindenburg la dissolution du Parlement. Grâce à l'argent fourni par les industriels (3 millions de marks), le NSDAP multiplie la propagande. Goebbels s'assure le contrôle de la radio d'État et multiplie les rassemblements grandioses. Le 5 février, il organise des funérailles nationales pour deux militants tués durant le défilé aux flambeaux du 30 janvier au soir. Tous les moyens sont bons pour glorifier les deux héros : présence des plus hauts dirigeants nationaux-socialistes dont Hitler accompagnés des fils de l'empereur Guillaume II, survol du cortège funèbre par deux avions parés de croix gammées, cérémonie dans la cathédrale et enfin, hommage funèbre prononcé par Goebbels en personne.
Tout en tenant un discours rassurant, le parti s'emploie à prendre le contrôle de toutes les institutions du pays, à partir du ministère de l'Intérieur du Reich, détenu par Frick. La réunion secrète du 20 février 1933 (allemand : Geheimtreffen vom 20. Februar 1933) est organisée entre Adolf Hitler et 20 à 25 industriels à la résidence officielle du président du Reichstag Hermann Göring à Berlin. pour financer le parti nazi, gagner les élections allemandes du 5 mars et prendre le pouvoir.
Ainsi Göring signe un décret, le 22 février 1933, en tant que ministre de l'Intérieur de Prusse, qui fait des SA et des SS du Land des auxiliaires de police. 40 000 nazis peuvent ainsi se livrer en toute impunité à la violence en pleine campagne électorale.
Le 27 février, le palais du Reichstag est totalement détruit par un incendie criminel. L'incendiaire étant un jeune Hollandais d'extrême-gauche, les nationaux-socialistes en profitent pour développer la thèse de la préparation d'un soulèvement communiste. Dès le lendemain, une réunion ministérielle décide d'adopter le décret « pour la protection du peuple et de l'État » qui supprime la quasi-totalité des droits fondamentaux. Plus de 4 000 militants du Parti communiste d'Allemagne (KPD) sont arrêtés ainsi que bon nombre de dirigeants de la gauche : ils sont assassinés ou seront envoyés vers les premiers camps de concentration nazis. Les journaux sont suspendus et les rassemblements interdits. Les SA multiplient les brutalités. Ils ouvrent même des « centres privés de détention » où ils torturent en toute impunité leurs prisonniers personnels. Environ 50 000 personnes sont internés dans ces camps improvisés. Goebbels multiplie la propagande à la radio.

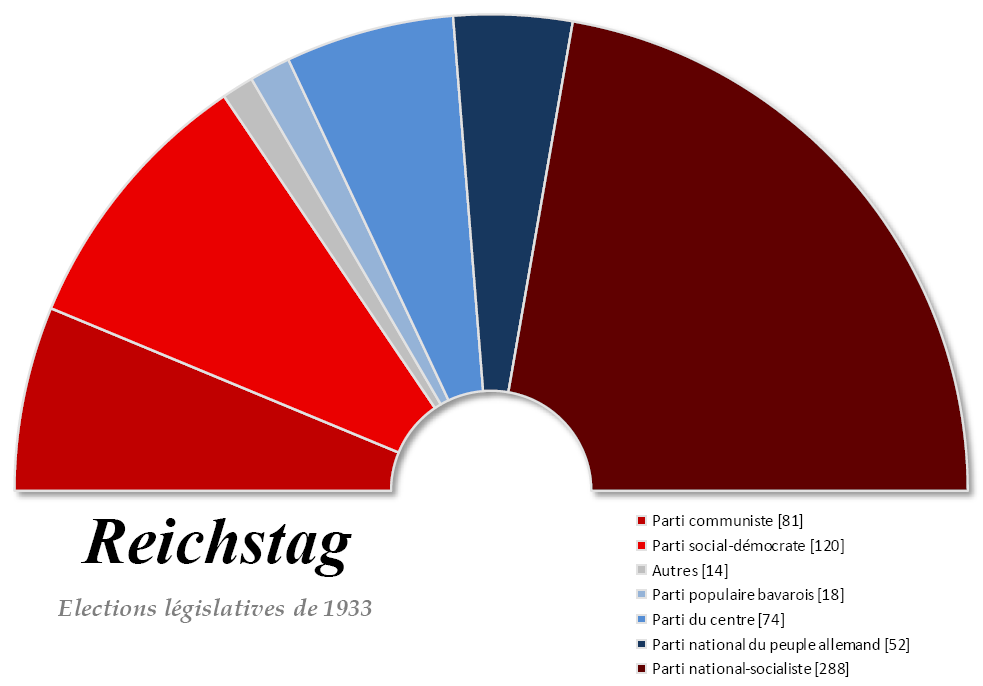
Projection graphique de la nouvelle composition du Reichstag en mars 1933.

Aux élections fédérales de mars 1933, le NSDAP obtient 17,28 millions de voix représentant 43,9 % du corps électoral. Il n'a donc pas la majorité absolue, ce qui constitue un demi-échec, vu les conditions du scrutin. Dès le lendemain des élections, les SA s'attaquent aux gouvernements locaux qui ne sont pas aux ordres du NSDAP. Ils envahissent les gouvernements locaux, les directions de la police régionale où ils hissent le drapeau national-socialiste. Aussitôt, Frick considère que le gouvernement local n'est plus en mesure de maintenir l'ordre dans le Land et nomme à sa place un commissaire du Reich nazi. Les partisans de Hitler déstabilisent ainsi le pouvoir légal pour pouvoir le remplacer. Le stratagème est utilisé à Hambourg le 5 mars, à Brême, Lübeck le 6, en Hesse le 7, en Saxe, Wurtemberg et Bade le 8. Seule la Bavière tente de résister mais se soumet le 16 mars au pouvoir national-socialiste. Au sein des länder sont nommés des Reichsstatthalter, dépendant directement du pouvoir central, le plus souvent recrutés parmi les gauleiters des régions concernés, disposant des pleins pouvoirs, dont ceux de nommer et de dissoudre les gouvernements des États fédérés, leurs assemblées, de nommer et de révoquer les fonctionnaires, de pourchasser ou d'amnistier des citoyens du Reich ou encore de promulguer des lois.
Certains conservateurs finissent par protester contre les violences de SA. Mais Hitler prend ouvertement leur défense et menace à mots couverts les protestataires.
Goebbels, désormais ministre de l'Éducation du peuple et de la Propagande, met au point les derniers stratagèmes pour désarmer toute opposition. Lors d'une cérémonie à la mise en scène soignée, Hitler rend hommage devant toutes les forces sociales et religieuses, sauf les partis de gauche, aux « martyrs » du parti national-socialiste. Il s'agenouille ensuite devant le président Hindenburg, symbole de l'Allemagne éternelle. Cette mise en scène, filmée et radiodiffusée dans toute l'Allemagne donne aux Allemands un sentiment d'unité. Le 20 mars, les nationaux-socialistes obtiennent le soutien du Zentrum. Le 23 mars, le Reichstag, réuni à l'opéra Kroll, est entouré par les SA et les SS qui exigent le vote des pleins pouvoirs pour leur chef. Il lui faut réunir les deux tiers des suffrages des députés. Hitler lui-même apparaît en tenue de SA. Seuls les 94 députés du parti social-démocrate (SPD) osent s'opposer (les députés communistes étant emprisonnés). 444 députés votent l'« acte d'habilitation ». La Gleichschaltung (la « mise au pas » [du pays]) est en marche. Le même jour est ouvert à Dachau, en Bavière, le premier camp de concentration. Il reçoit les opposants politiques.

### Mise au pas de la société

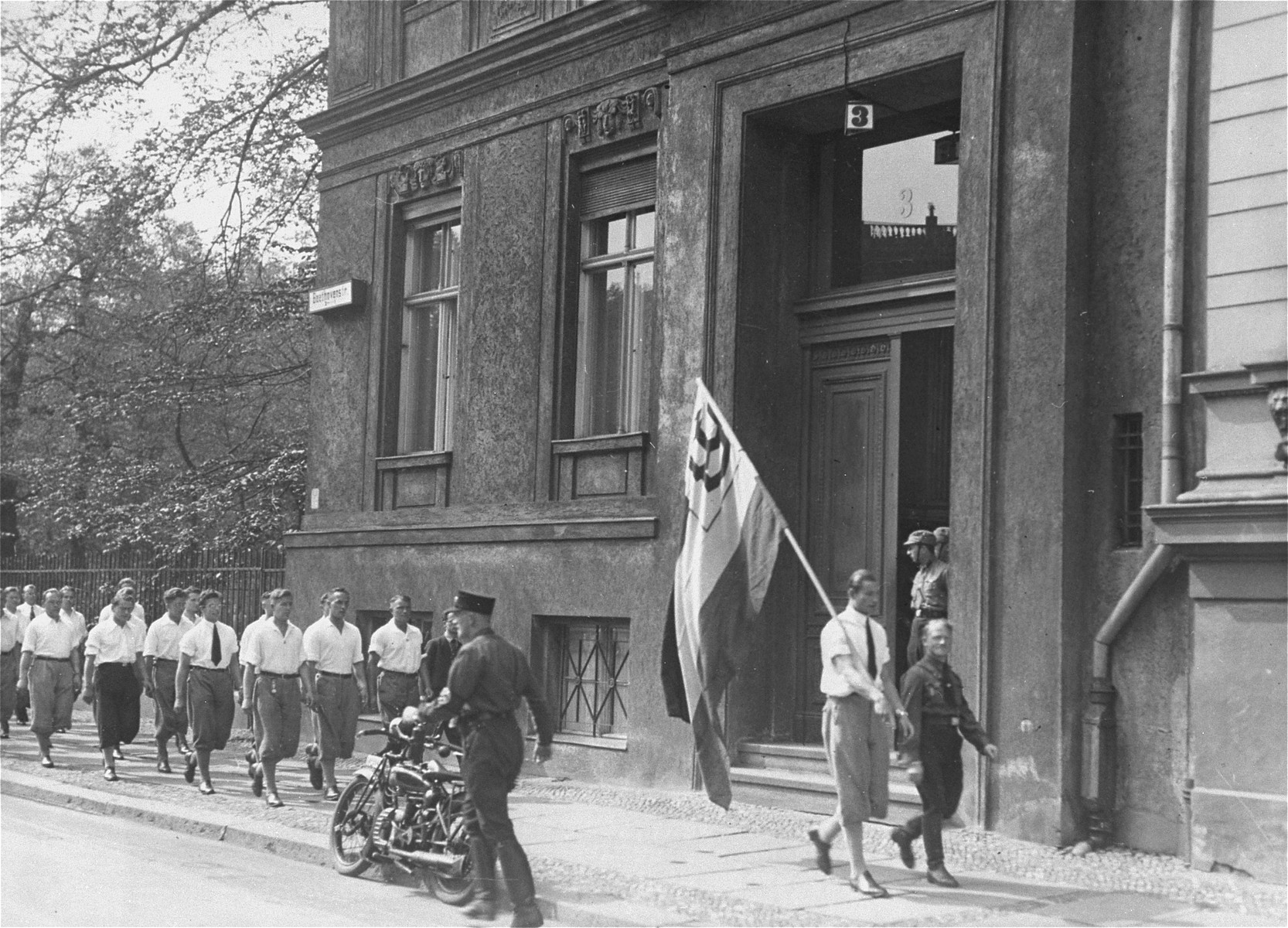
Parade des étudiants nazis en mai 1933.

Le 29 mars, les libertés fondamentales sont abolies. Peu à peu, tous les partis et syndicats, autres que ceux d'inspiration nazie, sont dissous. Le NSDAP met la main sur la presse communiste et socialiste. Le 14 juillet, il est proclamé parti unique par la loi contre la formation de nouveaux partis. La loi du 1er décembre 1933 sur « l'unité du parti et de l'État » dicte : « Le NSDAP est étroitement lié à l'État ». Il devient donc une institution de l'État. Il existe désormais un chevauchement de compétences entre l'État et le parti national-socialiste. Les gauleiters peuvent ainsi s'adresser directement au Führer pour les affaires politiques. Tout tourne désormais autour de Hitler.
La classe ouvrière est contrôlée grâce à la création du Front du travail, le Deutsche Arbeitsfront ou DAF, dont le chef est le docteur Robert Ley, et auquel tous les ouvriers ont l'obligation d'adhérer. Le DAF ne peut s'occuper que de l'amélioration du cadre de travail, sans pouvoir faire de revendications salariales. Les nationaux-socialistes prennent aussi le contrôle des organisations des petites entreprises par l'intermédiaire du « N-S Kampfbund für den Gewerblichen Mittelstand » (en français, la Fédération nationale-socialiste des entreprises moyennes industrielles). Les organisations agricoles étant déjà infiltrées en 1933, il est très facile pour les nationaux-socialistes de les contrôler totalement. Walter Darré devient à la fois, le responsable du NSDAP pour les affaires agricoles, le chef des organisations agricoles et le ministre de l'Agriculture du Reich. Le patronat est lui aussi en grande partie nazifié. L'industriel Gustav Krupp, président du « Reichsverband der Deutschen Industrie » ou RDI, le syndicat de la grande industrie allemande, écrit en février 1933 à Hitler : « L'évolution politique coïncide avec les vœux que moi-même et le bureau avons formés depuis longtemps ». Le 1er avril 1933, les SA occupent le siège du RDI et en font chasser les membres juifs. Le RDI est dissous le 22 mai et devient la corporation de l'industrie allemande. Elle conserve une certaine autonomie, car Hitler a besoin de la grande industrie pour mener sa politique de réarmement.
Le nazisme exerce une fascination sur certains intellectuels qui, par carriérisme (comme le chef d'orchestre Herbert von Karajan) ou par conviction, adhèrent au NSDAP. C'est le cas du philosophe Martin Heidegger, qui adhère au NSDAP le 1er mai 1933 et en restera membre jusqu’en 1945, payant régulièrement ses cotisations. D'autres artistes et intellectuels sont victimes d'une épuration qui commence dès le 1er février 1933. Ils sont arrêtés ou préfèrent fuir à l'étranger. Les SA et les étudiants, souvent encouragés par certains de leurs enseignants, brûlent dans des autodafés les ouvrages interdits : le 10 mai 1933, Goebbels assiste à celui de Berlin où, à la tombée de la nuit, dans une atmosphère hystérique, plus de 20 000 livres sont brûlés.

## Rôle sous le Troisième Reich

### Nuit des Longs Couteaux
Au sein du NSDAP, il existe encore une opposition à Hitler. Elle est menée par Ernst Röhm, le chef des SA qui veut faire de ses troupes une milice populaire à la base d'une nouvelle armée. La majorité des SA ambitionnent une promotion sociale. Ils souhaitent une « seconde révolution » que redoute le Führer. À partir du printemps 1934, les SA deviennent incontrôlables. La Reichswehr qui s'est très rapidement « nazifiée » parvient à éviter l’incorporation des SA dans ses rangs. En même temps, se noue une alliance entre Reichswehr et SS.
Les Allemands connaissent des difficultés d'approvisionnement. Ils tournent alors leur mécontentement contre le parti unique, le NSDAP. La droite traditionnelle relève la tête et ses responsables, à l'instar de von Papen, critiquent ouvertement le pouvoir. Hitler choisit alors de s'allier à l'armée pour consolider son pouvoir et lâche les SA.
Heinrich Himmler, Reinhard Heydrich et Werner von Blomberg, alors ministre de la Défense du Reich, s'efforcent de persuader Hitler que Röhm met en place un complot contre lui. Malgré l'absence de preuves, le Führer se décide à agir fin juin 1934. Il demande une réunion des chefs SA à Bad Wiessee en Bavière. Dans la nuit du vendredi 29 au samedi 30 juin, il lance les SS de Himmler, avec le soutien de l'armée, dans une opération d'envergure qui ne s'interrompt que le lundi 2 juillet suivant au petit matin : de Berlin à Munich, plusieurs centaines de SA et d'opposants sont arrêtés ou assassinés, Ernst Röhm est exécuté dans sa prison après avoir refusé le suicide, en même temps que de vieux adversaires de Hitler, tels Gregor Strasser, l'ancien chancelier Kurt von Schleicher, Gustav von Kahr, responsable de l'échec du putsch de la Brasserie, et des collaborateurs de Franz von Papen. Au total, sur ces trois nuits et deux jours de purge, on compte pas moins de 89 assassinats,. De nombreux généraux de la Reichswehr se sont montrés complices actifs de cette opération et deviennent dès lors liés à Hitler par un « pacte du sang ». Les SA continuent d'exister, mais ont ensuite un rôle mineur dans la structure du parti : Hitler a désormais tout le pouvoir à la fois sur le parti et sur l'Allemagne.

### Organisation politique du Reich

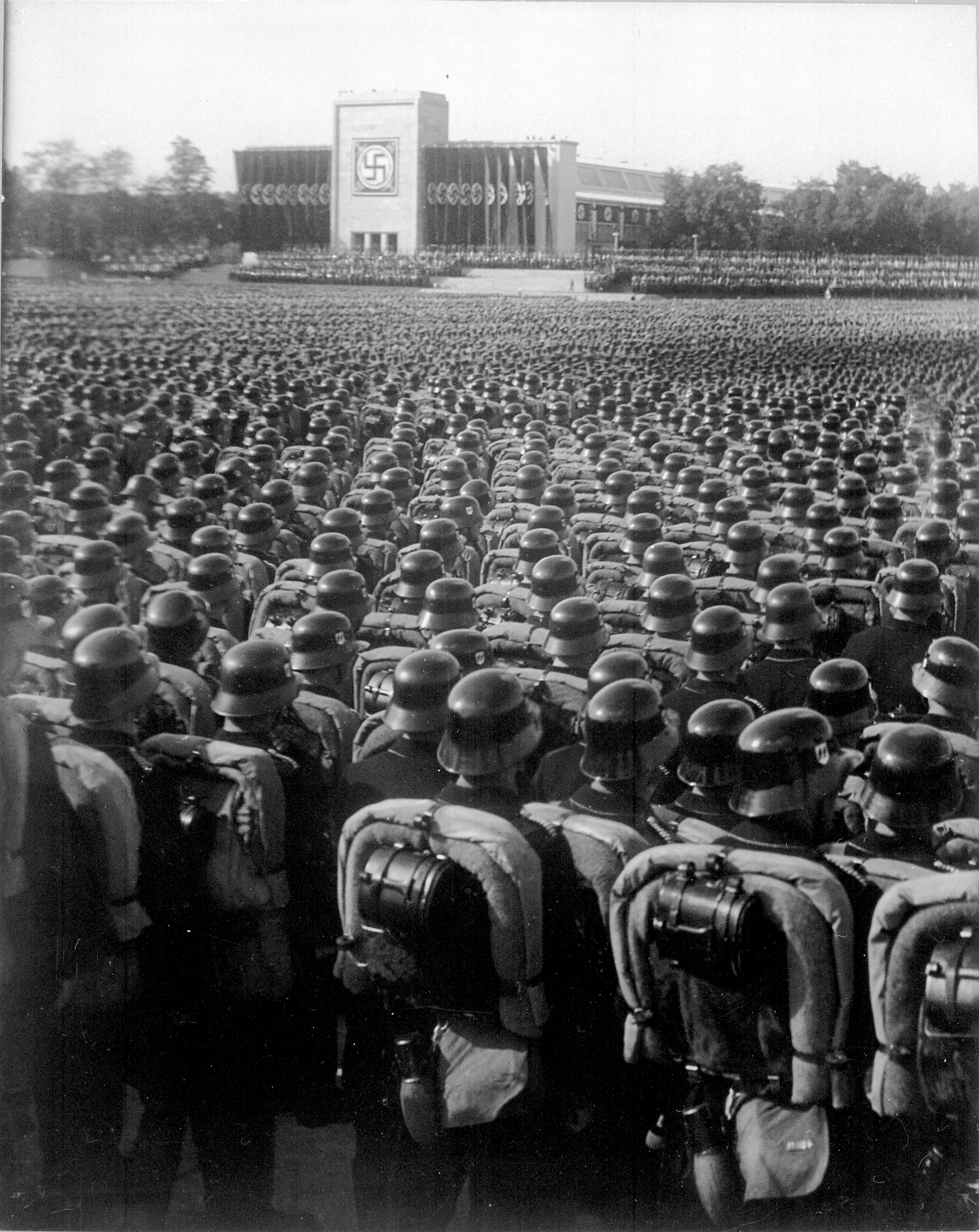
Le Reichsparteitag de 1935.

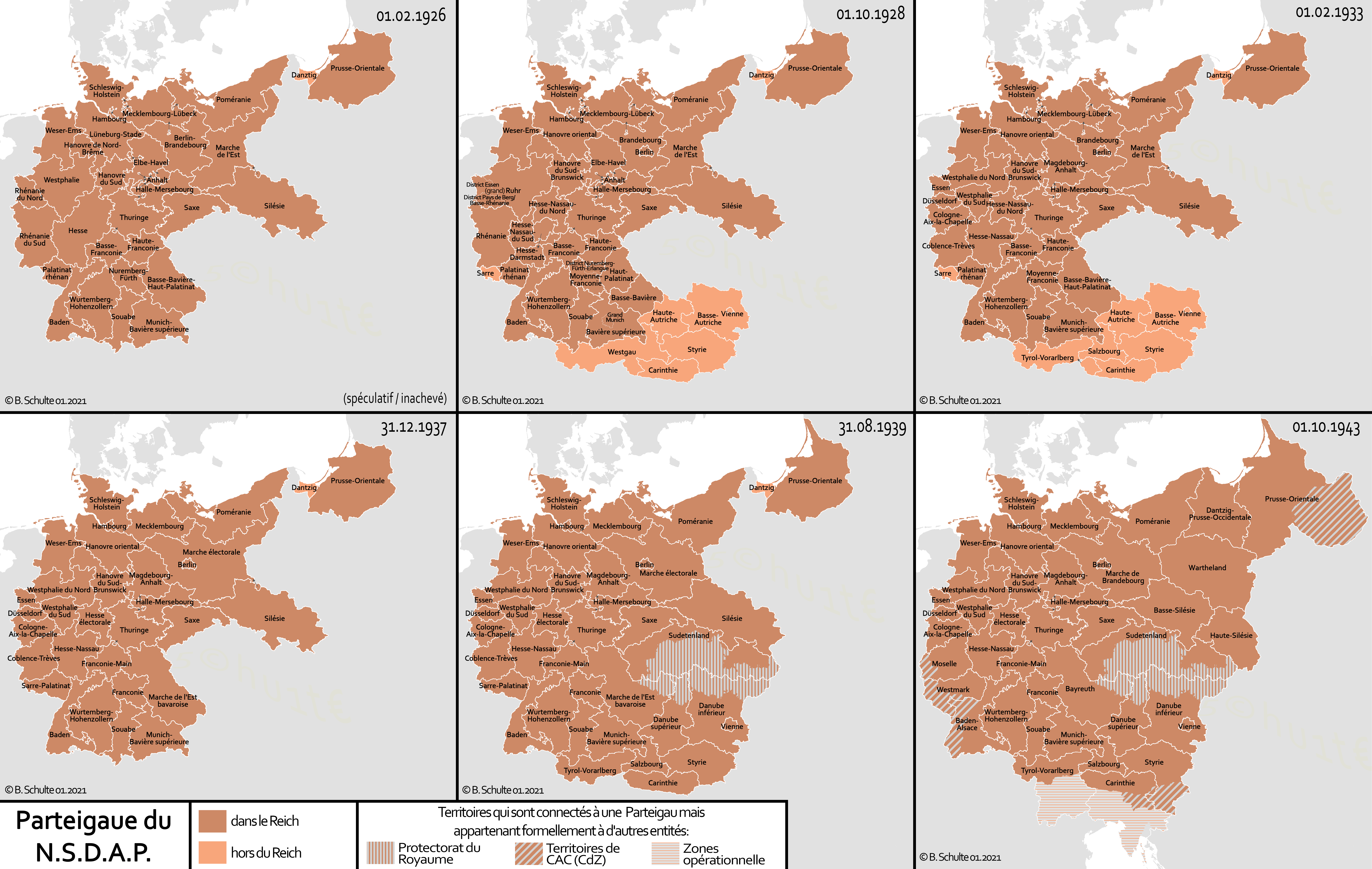
L’organisation territoriale du NSDAP en Gaue en 1926, 1928, 1933 et 1937.

De janvier à mai 1933, le nombre d'adhérents au NSDAP triple. Il atteint 2,5 millions de membres en 1935. Du coup, le parti freine le recrutement le réservant dans un premier temps aux jeunes issus des Jeunesses hitlériennes. En 1939, le parti compte 5 339 567 adhérents,. Durant la guerre, le nombre d'adhérents ne cesse de croître : entre 1939 et 1941, ce sont 1,8 million d'Allemands qui rejoignent ses rangs, auxquels s'ajoutent 200 000 nouveaux membres entre 1941 et 1943 ; en 1945, 8 millions d'Allemands sont membres du NSDAP. La composition du parti se rapproche de plus en plus de la composition sociale de la population allemande. On peut considérer comme nationaux-socialistes « authentiques » ceux qui ont adhéré aux organisations politiques et sociales les plus typiquement nationales-socialistes : Frauenschaft, SA, SS, Gestapo et SD ; ceux qui ont donné leur adhésion très tôt soit avant, soit peu après la « prise du pouvoir » (30 janvier 1933) ; et enfin ceux qui ont occupé des postes importants. Ils sont pénétrés de l'idéologie nationale-socialiste dont ils acceptent sans réserve principes et méthodes. Les motivations des nouveaux adhérents sont, elles, surtout professionnelles et liées à un désir de promotion sociale. Ceci provoque l'amertume et la désaffection des anciens membres du parti. La hiérarchie des cadres reflète celle de la société traditionnelle. Parmi les responsables nationaux, on ne trouve plus aucun ouvrier. Une des fonctions du parti est de faire la liaison entre le peuple et le Führer.
Avec la loi du 1er décembre 1933, se termine le processus qui transforme la gestion du parti en affaire d'État. En effet, d'un côté, le parti est en surimposition par rapport aux administrations publiques, d'autre, il en est totalement exclu. Une fois la fonction publique épurée de ses membres juifs et opposants au nazisme, de nombreux conflits éclatent entre responsables de la hiérarchie de l'État et responsables de la hiérarchie du parti : ainsi, alors que deux chancelleries, celle du Reich et celle du parti, subsistent, la chancellerie du Reich prend rapidement le pas sur la seconde. De même, l'État doit accueillir en son sein des cohortes de vieux militants du parti, souvent méprisés ; dans le cas du ministère des Affaires étrangères, c'est essentiellement par le biais d'agences partisanes que le NSDAP prend pied dans ce domaine réservé des conservateurs.
Mais les ministres nationaux-socialistes se mettent vite à défendre leur bureaucratie contre le parti, d'où de nombreux conflits. Lors du congrès de Nuremberg de 1935, Hitler précise sa pensée sur le partage du pouvoir entre l'État et le parti : « Ce que l'État ne peut réaliser, sera fait par le parti ». Cette phrase obscure ne permet pas de trancher le problème. D'ailleurs aux plus hautes fonctions de l'État, le cumul avec une fonction dans le parti est la règle. Du fait de l'imprécision de la hiérarchie et des compétences de chacun, les dignitaires se font concurrence pour légiférer. Ceci n'empêche pas le régime d'être autoritaire. Les nouveaux fonctionnaires sont presque tous liés au parti. En effet, les examens, les promotions dépendent de plus en plus de l'appartenance au parti. L'exclusion du NSDAP entraîne souvent la perte de l'emploi. Le 26 janvier 1937, une loi permet au Führer de licencier tout fonctionnaire dont la fidélité est mise en doute par le parti. De plus les fonctionnaires sont obligés de signaler au NSDAP tout fait risquant de nuire au parti même s'ils en ont eu connaissance en dehors de leur travail. Ils deviennent donc des puissants instruments de délation. Ils ont aussi interdiction d'acheter dans les magasins juifs. En 1937, 63 % des fonctionnaires allemands sont membres du NSDAP alors qu'ils n'étaient que 6,7 % en 1933.
Après son accession au pouvoir, Hitler choisit Rudolf Hess comme suppléant à la tête du NSDAP. Il est aussi ministre sans portefeuille avec le droit de contrôler la nomination des hauts fonctionnaires. En 1935, il se trouve à la tête de 25 000 employés dont 1 600 pour le seul siège de Munich. Mais Hess doit compter avec l'ambition des autres dirigeants nationaux socialistes. Il a beaucoup à faire avec Robert Ley, le responsable du Front du travail, qui étend son autorité sur 23 millions de travailleurs et 40 000 fonctionnaires et à qui il demande notamment d'organiser les Ordenburgen. Le parti encadre étroitement la population.
Le Blockleiter chapeaute les habitants de l'immeuble, le Zellenleiter ceux du quartier. L'Ortsgruppenleiter surveille les habitants et les administratifs de la commune. Le Kreisleiter a un rôle d'animateur politique, d'organisateur de fêtes et de quêtes diverses dans une circonscription plus vaste, l'arrondissement (Kreisleitung). Enfin le gauleiter est nommé parmi les fidèles de Hitler. Bien payé, il contrôle l'administration régionale. D'ailleurs, le plus souvent, les gouverneurs, les Statthalter, sont souvent issus de leur rang. Ils disposent d'une vingtaine de services spécialisés et s'attachent une cohorte de fidèles. En 1935, le Reich compte 33 gauleiters, 827 Kreisleiter, 21 000 Ortsgruppenleiter, 250 000 Zellenleiter et Blockleiter. En 1943, ce sont 43 Gaue, 869 Kreise, 26 103 Ortsgruppen, 106 118 Zellen et 559 029 Blockgruppen que compte le parti, l'expansion géographique du Reich se reflétant dans les structures du parti.
En ajoutant les maires et les conseillers municipaux, tous membres du parti nazi, le total des responsables politiques du NSDAP atteint les 700 000 en 1935. Cette même année, le parti emploie 25 000 permanents dont 1 600 uniquement pour le siège à Munich. L'État n'a aucun contrôle sur les finances du parti. Le parti exerce essentiellement une activité de contrôle et de propagande auprès de la population. Les Politische Leiter ont par exemple pour fonction de délivrer des certificats de fiabilité politique pour ceux qui postulent une fonction. Ils en profitent souvent pour s'enrichir aux dépens de la population. La corruption est un fléau récurrent. En 1935, le trésorier du NSDAP dénonce 2 350 cas, tous réglés par des tribunaux internes.
Le Führerprinzip s'étend à tous les échelons. Chaque domaine de compétence est centré sur une personne dévouée personnellement à Hitler. Lui seul peut garantir la bonne marche du système. En 1937, il rappelle aux membres du parti que les qualités d'un chef politique sont l'obéissance aveugle, le courage physique et l'autorité. Elles doivent être valorisées par rapport aux compétences administratives.
Au sein du parti, Heinrich Himmler, assisté de Reinhard Heydrich devenu chef du service de sécurité, le SD, est à la tête d'un véritable État dans l'État. En 1937, les polices politiques de toute l'Allemagne passent sous le commandement d'Himmler. Pour Heydrich, l'État SS garantit « la prise en main totale et permanente de tous les habitants du Reich ». Ce désir de contrôle totalitaire de la population fait partie des objectifs du NSDAP et non seulement des SS. Un manuel de formation des militants de 1936 précise qu'un des devoirs de la police est de contrôler « l'ensemble des devoirs d'un individu à l'égard de la communauté populaire ». Les SS sont indépendants de l'appareil d'État et dépendent directement de Hitler. Ils sont 238 000 en 1938. Après la disparition des SA, ce sont eux qui s'occupent des camps de concentration ouverts dès 1933. En 1938, il y a quatre camps, dont Dachau et Sachsenhausen. Le travail forcé y est instauré.

### Cérémonies, fêtes et congrès

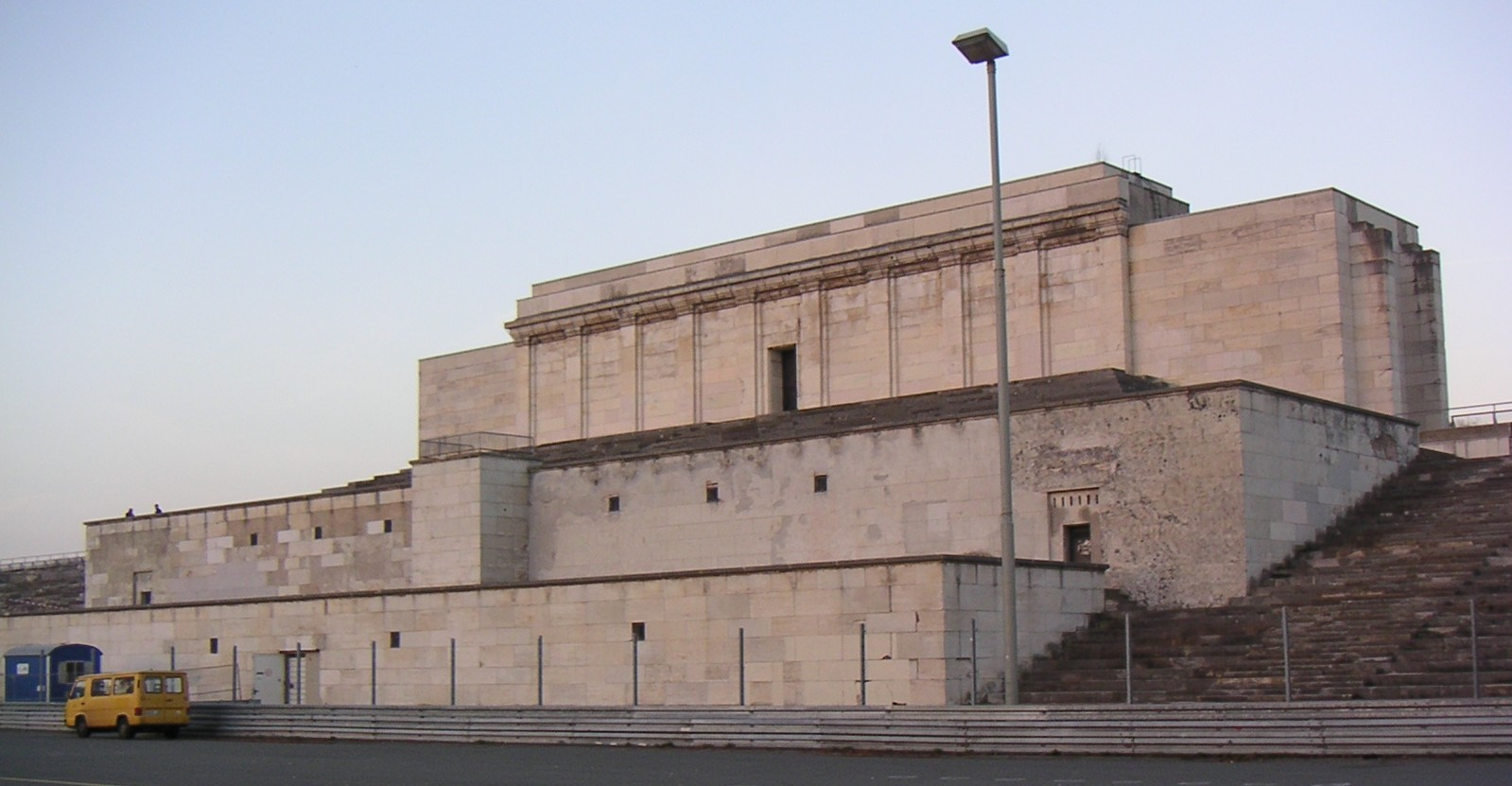
Le Reichsparteitagsgelände (au Zeppelinfeld), haut lieu des cérémonies nazies à Nuremberg.

Le ministère de la Propagande, dirigé par Joseph Goebbels, utilise les moyens de communication les plus modernes, comme la radio ou le cinéma pour diffuser l'idéologie nationale-socialiste. Des rassemblements spectaculaires et impressionnants de militants sont organisés à la gloire du national-socialisme. En effet, les grandes cérémonies sont un élément essentiel de l'esprit communautaire voulu par Hitler. Elles sont mises en scène par l'architecte Albert Speer. Il construit des stades gigantesques. Il utilise des projecteurs pour créer des faisceaux lumineux de 1 000 mètres. Les fêtes sont toujours mises en scène soigneusement et se déroulent le plus souvent la nuit, ce qui permet de mettre en valeur les symboles et les chefs par les jeux de lumière. Le calendrier tourne donc autour de fêtes célébrant le national-socialisme. L'objectif de l'aile radicale du NSDAP est de remplacer les fêtes chrétiennes par les fêtes nationales-socialistes. Le 30 janvier, est célébrée la prise de pouvoir de Hitler et le 24 février, la fondation du parti. Le putsch de Munich est commémoré le 9 novembre. La seule fête chrétienne préservée dans le calendrier officiel est Noël.
En septembre, huit jours sont consacrés au congrès du parti à Nuremberg. Hitler est au centre des cérémonies. Il s'adresse à une foule ordonnée en colonnes impeccables. Ceci donne l'image d'un dictateur absolu maître d'une organisation dévouée et disciplinée. C'est à l'occasion du congrès de 1934 que Leni Riefenstahl réalise Le Triomphe de la volonté. Ce film poursuit les mêmes objectifs que les cérémonies qui y sont filmées, absorber l'individu dans la masse, lui faire perdre tout recul, pour qu'il souhaite consacrer sa vie au triomphe du national-socialisme. Les nazis ont compris que les rites et l'émotion poussent les hommes à l'action collective.
Les SS, troupes d'élite du NSDAP, sont dotées par Himmler d'un cérémonial initiatique dont le but est d'augmenter la cohésion et le fanatisme du groupe. On peut citer la cérémonie du Blutfahne. Elle tire son origine de la mort du membre de la SA, Andreas Bauriedl (chapelier de son état), lors du putsch de la Brasserie de 1923. Lorsqu'il est abattu par la police, son sang se répand sur un drapeau national-socialiste, qui devient une relique sacrée servant à « baptiser » les fanions des nouvelles unités SS.
À côté de ces grands-messes, d'autres réunions rythment la vie politique au sein du NSDAP : une fois par an, se tient le congrès des gauleiters, celui de 1944, par exemple, est largement marqué par l'attentat du 20 juillet.

### Rôle dans la politique antisémite du régime

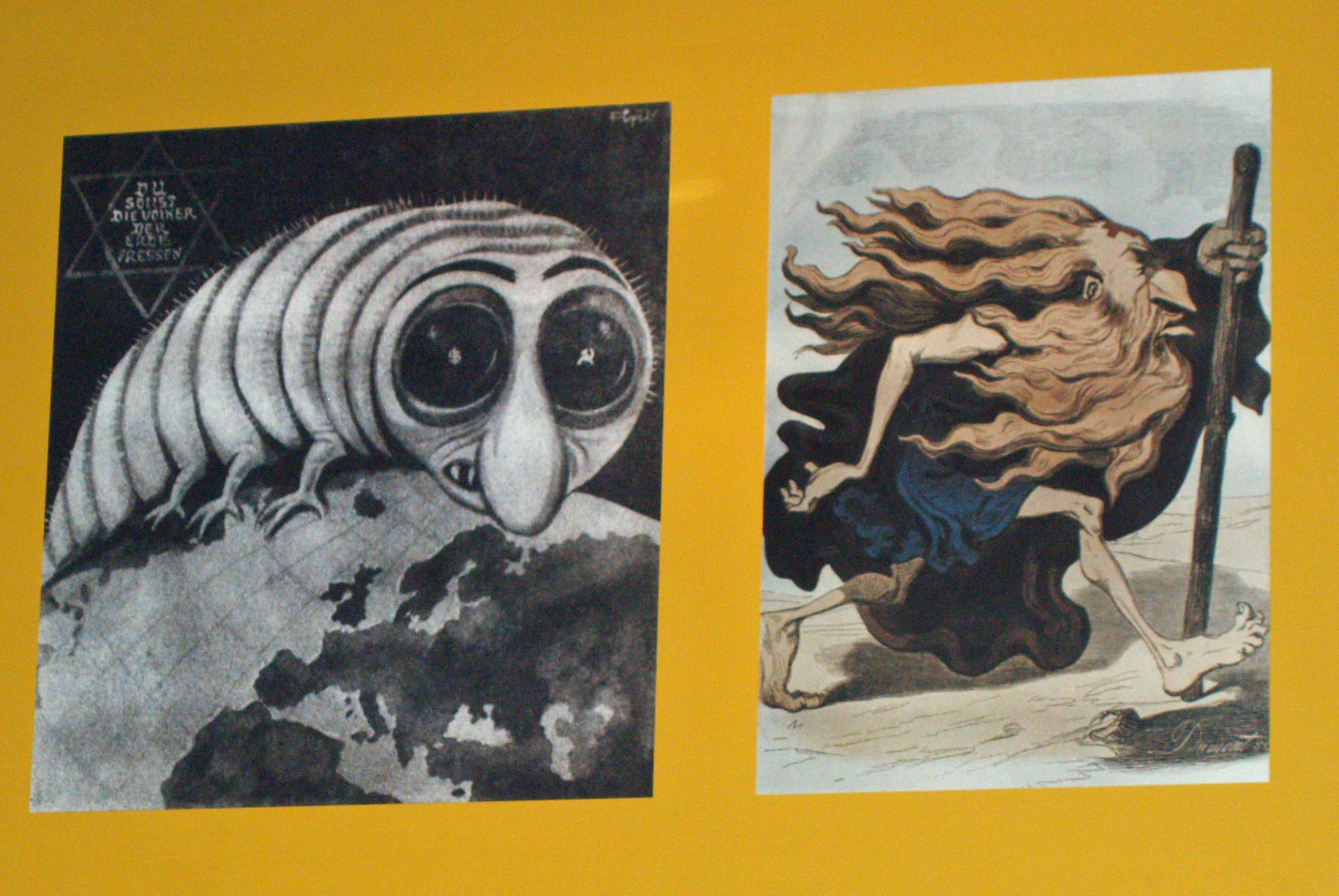
Propagande antisémite.

L'un des objectifs de Hitler est la création d'un espace vital d'où les Juifs seraient absents. La politique de persécution menée dans les années trente vise à leur faire quitter l'Allemagne.
À partir de la prise du pouvoir en janvier 1933, le NSDAP est avant tout utilisé pour populariser les thèmes développés dans la propagande. Dès mars 1933, la propagande est confiée au ministre Joseph Goebbels, qui signe de nombreux écrits antisémites : éditorialiste régulier du Völkischer Beobachter, il rédige à partir de 1940 les éditoriaux hebdomadaires de l'autre journal du parti, Das Reich. De plus, l'interpénétration entre le parti et l'État durant le Troisième Reich se manifeste aussi dans les multiples campagnes de propagande orchestrées par le bureau de presse du Reich, confié à Otto Dietrich, vétéran du parti dont le pouvoir dépend avant tout des liens qu'il a su tisser avec Adolf Hitler ; ses consignes énoncées lors de conférences de presse quotidiennes étaient relayées à tous les échelons du parti.
Dès l'arrivée au pouvoir de Hitler, des agressions contre les Juifs sont orchestrées par les nazis, principalement les SA. Dès le 10 février, Göring dans un discours laisse entendre une relative impunité à ceux qui s'en prendraient aux Juifs. Dès lors, le SA commence à molester certains Juifs et à confisquer leurs biens. Le 1er mars à Mannheim, les SA font fermer les magasins juifs. Le gauleiter Julius Streicher organise une vaste campagne antisémite sous le prétexte de défense contre les « violences juives ». Le 1er avril 1933, les SA se postent devant les magasins juifs. Ils dressent des pancartes incitant à ne pas acheter chez les Juifs. Les médecins et les avocats juifs subissent les mêmes intimidations. Le soir même, des nationaux-socialistes défilent pour protester contre les « agissements des Juifs ». Comme la population se montre peu réceptive au boycott antijuif, l'opération est vite arrêtée. En 1935, sous l'impulsion de Goebbels et de Julius Streicher, des « manifestations spontanées » sont organisées contre les Juifs. Elles aboutissent à la publication des lois de Nuremberg qui privent les Juifs de leurs droits civiques. Le harcèlement est atténué au moment des Jeux olympiques de Berlin en 1936 mais reprend de plus belle à partir de 1938 : pillages, arrestations de « Juifs délinquants » se multiplient pendant l'été 1938.
Le 7 novembre 1938, Ernst vom Rath, conseiller de l'ambassade d'Allemagne à Paris est assassiné par un jeune Juif polonais qui voulait protester contre la Polenaktion. Le soir du 9 novembre, Goebbels jette les militants hitlériens dans les rues pour venger la mort de vom Rath. Les SA, les SS et les Jeunesses hitlériennes pillent les synagogues et les locaux des organisations juives allemandes, les magasins et les biens des Juifs. Près d'une centaine de personnes sont tuées pendant la nuit de Cristal. Une centaine de synagogues sont brûlées et 7 500 magasins sont pillés. Trente-cinq mille Juifs sont aussi arrêtés, déportés dans des camps de concentration, Dachau, Buchenwald et Sachsenhausen, et pour la plupart libérés après versement d'une rançon. À cette époque, l'objectif est l'émigration totale des Juifs d'Allemagne. Entre 1933 et 1939, environ la moitié des 500 000 Juifs d'Allemagne quittent le Reich.
Dans les campagnes, les mesures antisémites vexatoires sont le plus souvent le fait des maires avec l'appui des militants locaux du NSDAP : pancartes insultantes, interdiction de la commune aux Juifs de passage… En ville, les violences sont le fait des SA et des membres du parti régulièrement excités et manipulés par leur encadrement.

### Partis alliés hors d'Allemagne

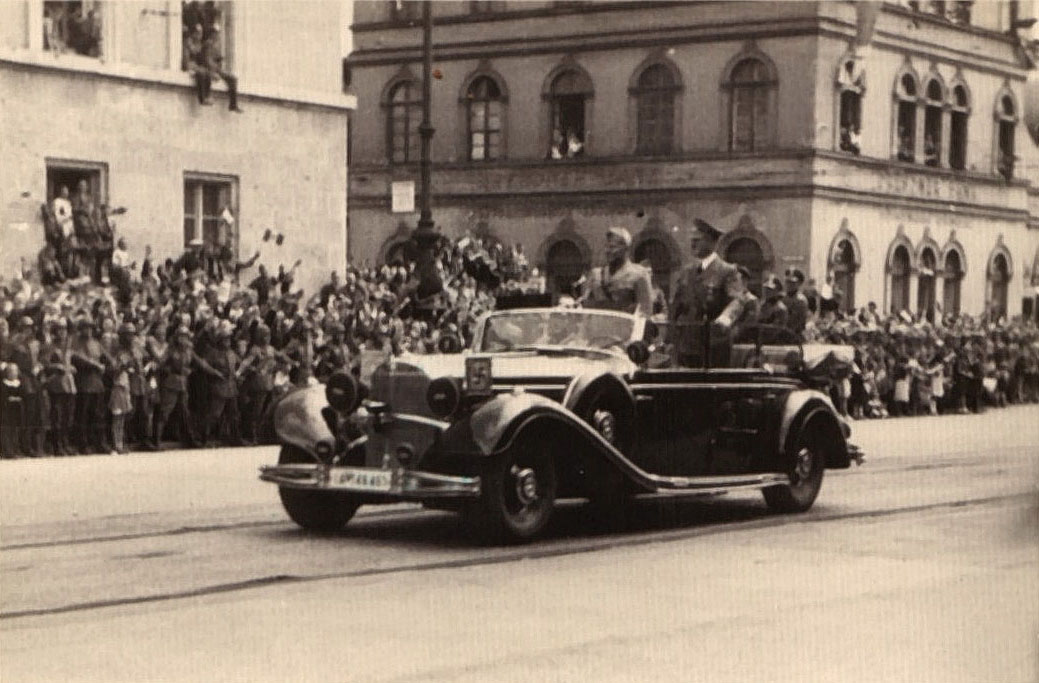
Hitler et Mussolini à Munich en 1940.

Un NSDAP autrichien est créé dès 1926. Devenu chancelier d'Autriche le 20 mai 1932, le dictateur Engelbert Dollfuss lutte contre les nationaux-socialistes autrichiens qui réclament l'Anschluss, n'hésitant pas à les arrêter. Le 25 juillet 1934, 154 SS autrichiens, peut-être commandités par Hitler font irruption dans la Chancellerie, revêtus d'uniformes militaires autrichiens et tirent sur Dollfuss, le blessant mortellement. Mais les forces gouvernementales arrêtent les assassins. Treize d'entre eux sont condamnés à mort et exécutés. Les arrestations et les interdictions de Kurt von Schuschnigg, le successeur de Dollfuss, n'empêchent les nationaux-socialistes autrichiens de continuer les campagnes annexionnistes. Après le rapprochement entre Benito Mussolini et Hitler, le gouvernement autrichien est obligé de tolérer les agissements du NSDAP pourtant interdit. Le 11 mars 1938, sous la pression allemande, Schuschnigg cède la place au national-socialiste Arthur Seyss-Inquart. Celui-ci ouvre le lendemain, les frontières aux troupes allemandes. L’Anschluss s'accompagne de la venue de 25 000 militants nationaux-socialistes qui exproprient les Juifs, en profitant souvent pour s'enrichir.
Deux semaines après son entrée dans Vienne, Hitler demande à Konrad Henlein, le chef du NSDAP des Sudètes, de déstabiliser la Tchécoslovaquie. Hitler menace ensuite d'intervenir pour défendre les intérêts de la minorité allemande de Tchécoslovaquie. C'est à l'occasion de la crise des Sudètes que les accords de Munich sont signés le 30 septembre 1938. Les Sudètes sont annexées à l'Allemagne.
Au Royaume-Uni, Oswald Mosley est le chef de la « British Union of Fascists » qui ne compte en 1934 qu'une vingtaine de milliers de membres. Aux Pays-Bas, Anton Mussert dirige le mouvement national-socialiste qui a 40 000 membres et obtient 8 % des voix aux élections provinciales de 1935 (nl). Pendant la crise économique, des organisations nationales-socialistes connaissent un certain succès en Suisse, au Danemark, en Norvège, en Irlande. Mais leurs popularité reflue avec la reprise économique et la résistance des partis démocrates.
Pendant la Seconde Guerre mondiale, dans une partie des pays occupés, les Allemands s'appuient sur les partis s'inspirant du NSDAP. En Norvège, occupée depuis avril 1940, Vidkun Quisling, chef du Nasjonal Samling, mouvement d'extrême-droite norvégien et sympathisant du national-socialisme allemand, se proclame chef du « gouvernement national » en 1942. Il tente de convertir l'Église luthérienne, les écoles et les jeunes au national-socialisme, mais se heurte à l'opposition farouche de la grande majorité des Norvégiens. Son parti, proclamé parti unique et qui n'avait obtenu aucun résultat électoral probant avant la guerre, ne parvient cependant pas à devenir un mouvement de masse en Norvège.
Aux Pays-Bas occupés, Seyss-Inquart devient Reichskommissar. Il accorde un large soutien au Mouvement national-socialiste aux Pays-Bas (NSB), qui collabore activement avec l'occupant. En France, le Parti populaire français, d'inspiration fasciste, prône la collaboration active avec l'Allemagne après la défaite française de 1940. Le Rassemblement national populaire de Marcel Déat voit dans l'Allemagne nationale-socialiste un modèle à suivre, de même que le petit Parti franciste. Ils incitent les Français à s'engager dans la Légion des volontaires français contre le bolchevisme puis directement dans la Waffen-SS dans la division Charlemagne. Ces partis sont cependant, jusqu'aux derniers mois de l'occupation, tenus à l'écart du gouvernement de Vichy et Marcel Déat ne devient ministre qu'en 1944. Un « parti national-socialiste français », dirigé par Christian Message, existe durant les premiers mois de l'occupation, mais ne constitue qu'un groupuscule sans aucune importance. Au sud-est de l'Europe, l'Allemagne nationale-socialiste s'appuie sur les oustachis croates, parti unique de l'État indépendant de Croatie. En 1944, le Parti des Croix fléchées est mis au pouvoir en Hongrie par les Allemands après le renversement du régent Horthy.

## Résultats électoraux

### Élections présidentielles
| Date            | Candidat     | Premier tour | Premier tour | Premier tour | Second tour | Second tour | Second tour |
| Date            | Candidat     | Voix         | %            | Place        | Voix        | %           | Place       |
| --------------- | ------------ | ------------ | ------------ | ------------ | ----------- | ----------- | ----------- |
| Mars-avril 1932 | Adolf Hitler | 11 339 446   | 30,2         | 2e           | 13 418 517  | 36,7        | 2e          |

### Élections législatives
| Date           | Chef de file | Voix       | %     | Place | Sièges    | Positionnement               |
| -------------- | ------------ | ---------- | ----- | ----- | --------- | ---------------------------- |
| Mai 1928       | Adolf Hitler | 810 127    | 2,63  | 8e    | 12 / 491  | Opposition                   |
| Septembre 1930 | Adolf Hitler | 6 379 672  | 18,25 | 2e    | 107 / 577 | Opposition                   |
| Juillet 1932   | Adolf Hitler | 13 745 680 | 37,27 | 1er   | 230 / 608 | Opposition                   |
| Novembre 1932  | Adolf Hitler | 11 737 021 | 33,09 | 1er   | 196 / 584 | Opposition puis gouvernement |
| Mars 1933      | Adolf Hitler | 17 277 180 | 43,91 | 1er   | 288 / 647 | Gouvernement                 |
| Novembre 1933  | Adolf Hitler | 39 655 224 | 92,11 | 1er   | 661 / 661 | Dictature                    |
| Mars 1936      | Adolf Hitler | 44 462 458 | 98,80 | 1er   | 741 / 741 | Dictature                    |
| Avril 1938     | Adolf Hitler | 44 451 092 | 99,01 | 1er   | 813 / 813 | Dictature                    |

## Durant la guerre
À la faveur de la guerre, le parti ouvre de nouveau les inscriptions. Celles-ci se multiplient pour atteindre 8 millions en 1944. Le parti devient plus populaire et plus ouvrier, même si le pourcentage d'adhérents ouvriers est inférieur à la place qu'ils occupent dans la société. De plus, la proportion de femmes augmente sans arrêt et contribue au rajeunissement de l'âge moyen des membres du NSDAP.

### Propagande de guerre
Dès le début du conflit, le parti participe à la propagande de guerre et sert de caisse de résonance à la propagande antisémite du IIIe Reich : selon le ministère de l'Éducation du peuple et de la Propagande du Reich, durant les treize premiers mois du conflit, entre le 1er septembre 1939 et le 1er octobre 1940, le parti aurait organisé environ 200 000 rassemblements politiques dans tout le Reich, et 30 000 projections cinématographiques réunissant près de 4 millions et demi de spectateurs ; de plus, durant cette période, neuf séries de diapositives et plus de trente millions de la citation hebdomadaire du parti sont produites et diffusées dans la population.
En 1943, le parti, non content d'avoir rempli la salle du Sportpalast de nazis fanatiques, diffuse largement dans la population le texte du discours : en novembre, quatorze millions d'exemplaires sont distribués à travers le Reich. Mais l'action de propagande du parti ne s'arrête pas : le ministère de la Propagande adresse à l'ensemble des responsables du parti, orateurs, Ortgruppenleiter, Kreisleiter et gauleiters, des directives de propagande. Ainsi, le 5 mai 1943, l'ensemble de ces cadres reçoivent une directive intitulée La question juive en tant qu'arme de politique intérieure et étrangère, qui insiste sur la nécessité de maintenir l'attention de la population sur les Juifs, par l'organisation de réunions publiques sur la question de la responsabilité des Juifs dans le déclenchement du conflit, et par la popularisation au sein du parti de l'essai de Goebbels intitulé : « La Guerre et les Juifs ».
Confronté à une baisse de moral au sein de la population à la fin de l'hiver 1944-1945, le NSDAP tente de relever l'esprit combatif de la Wehrmacht et de la population civile : ainsi, au mois de mars 1945, est mise en place « l’Action orateurs ». Des orateurs du parti sont dépêchés auprès des unités combattantes et développent auprès des troupes un argumentaire mis au point par Goebbels, destiné à apporter des réponses aux questions soulevée par les soldats du front : les réserves du Reich en armes et en vivres doivent permettre au Reich de tenir, l'efficacité des armes miracles et l'immense superficie nécessaire au déploiement des armées alliées, censée les affaiblir. Ces orateurs ont aussi pour tâche de détourner les critiques vers les Alliés et se voient fournir des argumentaires pour répondre aux objections des soldats ; toutes les réponses contournent les réalités du rapport de force du printemps 1945 pour marteler la certitude de la victoire du Reich, sans rencontrer aucun succès devant les civils (à quelques exceptions près) et les soldats du front. Prenant conscience de l'inutilité de ces actions, Goebbels souhaite à partir du 11 mars 1945 que des mesures brutales soient adoptées contre le défaitisme ambiant qui règne dans le Reich.

### Cadres traditionnels
Sous l'impulsion de Goebbels et de Rosenberg, le parti accentue son inflexion anti-chrétienne. Les sections locales développent le dimanche matin, au moment du culte chrétien, des cérémonies en l'honneur des héros morts à la guerre ou dans le combat politique. Les nationaux-socialistes convaincus, seuls participants à ces cérémonies, écoutent de la musique, de la poésie, des commentaires des citations de Hitler et chantent les hymnes du parti. Ces réunions semblent avoir connu un certain succès. Ce n'est pas le cas des fêtes néo-païennes devant remplacer les fêtes chrétiennes comme Pâques, les mariages ou les baptêmes. La réticence de la population vis-à-vis de la « nouvelle foi » n'empêche pas le parti d'intensifier sa politique de déchristianisation. Le gauleiter de Bavière supprime les prières et les crucifix des écoles publiques ; en réponse, les mères de familles menacent de boycotter les magasins tenus par des membres du parti et d'informer leurs maris au front, ce qui oblige le gauleiter à revenir sur ces décisions. Début 1941, 123 couvents sont fermés. Ce n'est que lorsque Hitler comprend que la guerre va durer, après l'invasion de l'URSS, qu'il renonce à sa politique anticatholique : dans un contexte de guerre totale, le besoin d'unité du peuple se fait plus important.
Cadre traditionnel par excellence, l'armée suscite dès 1933 de fortes réserves de la part du parti. Après l'échec des projets militaires de Röhm, l'armée constitue un soutien solide du régime et du parti. Les succès diplomatiques et militaires des années 1935-1941 renforcent cette alliance, non exempte d'arrière-pensées de part et d'autre. Cependant, à partir de la bataille de Stalingrad, la censure allemande contrôle les lettres de soldats envoyées depuis la ville assiégée à leurs familles restées en Allemagne ; les lettres des officiers en poste dans Stalingrad montrent de la part de ces derniers un fort ressentiment contre le NSDAP, son idéologie et son chef ; la lecture de ces lettres renforce les préventions des dirigeants nazis, essentiellement Goebbels et Hitler, à l'encontre des officiers de carrière. L'attentat raté contre Hitler du 20 juillet 1944 donne l’occasion de mener une violente campagne contre les militaires et les nobles de haut rang. De plus, des rassemblements de soutien au régime sont organisés avec des succès mitigés. Pour renforcer le contrôle du parti sur les militaires, deux directions sont explorées : le contrôle par le parti de la Volkssturm, et la création, effective après bien des tergiversations, des officiers d'action psychologique ou NSFO chargés de diffuser auprès des soldats, sur le front ou en garnison, la propagande national-socialiste.

### Extension géographique du maillage du parti
À La faveur des annexions entre 1938 et 1943, le NSDAP étend son réseau de militants dans les régions annexées. Ainsi, en 1938, l'Autriche, puis les Sudètes connaissent une division en Gaue ; en 1939, l'annexion de larges portions de la Pologne entraîne l'agrandissement du Gau de Prusse-Orientale vers le sud ; le Gau de Silésie se voit agrandi vers l'est, tandis que deux Gaue sont créés, celui de Posnanie et celui de Prusse-Occidentale. Recrutés parmi les vétérans du parti, les gauleiters des Gaue nouvellement constitués cumulent leurs fonctions au sein du parti avec les fonctions de gouverneur, comme l'ensemble de leurs subordonnés.

### Montée en puissance des gauleiters
Hitler confie à ses proches, membres du parti avant 1925 pour la plupart, créés Reichsleiter ou gauleiters, l'administration des régions conquises destinées à être intégrées au Reich. Il leur donne des pouvoirs étendus. Dans l'Est de l'Europe, des militants du parti viennent encadrer les minorités allemandes qui y vivaient avant la guerre. Ainsi, dans le gouvernement général de Pologne, 15 000 nationaux-socialistes venus d'Allemagne occupent des postes dans l'administration. Mais en général, le parti envoie les plus médiocres de ses militants pour se débarrasser d'eux. Incapables de gérer le gouvernement général, ils finissent par céder le pouvoir aux SS. Eupen, Malmedy, le grand-duché de Luxembourg, l'Alsace, la Moselle sont annexés de fait et dépendent d'un gauleiter du Reich. Ceux-ci y introduisent dès 1941 les organisations nationales-socialistes et cherchent à germaniser les populations.
Les pouvoirs de ces chefs territoriaux sont renforcés encore au mois de juillet 1944., puis après le 20 juillet 1944. En effet, dans la semaine précédant l'attentat, un décret de Hitler intronise ces derniers commissaires à la défense du Reich, ce qui leur confère une autorité sur les militaires en cas d'invasion d'une partie du territoire du Reich. L'attentat renforce encore leur pouvoir, car ils reçoivent par délégation une partie des nouveaux pouvoirs de Goebbels, créé plénipotentiaire pour la guerre totale. Ainsi, ils exercent un contrôle de plus en plus fort sur la vie politique et administrative du Reich, matérialisée par leur congrès tenu le 3 aout 1944, au château de Poznań.
De plus, en octobre 1944, sur proposition de Heinz Guderian, Hitler avalise la création du Volkssturm dont le commandement est confié aux gauleiters. Face à l'avancée des troupes alliées, ces derniers ordonnent une défense acharnée des villes, parfois contre l'avis des militaires et de l'administration civile. Celui de Brême, par exemple, oblige la population à résister jusqu'au bout. Mais, dans d'autres régions du Reich, à l'Est notamment, complètement discrédités, ils ne sont capables d'organiser ni une véritable défense, à quelques exceptions près, comme Karl Hanke à Breslau, par exemple, ni une évacuation dans des conditions correctes des populations civiles qui prennent la fuite dans des conditions effroyables.
Dans les dernières semaines du conflit, en raison des fréquents changements d'adresse des administrations de l'État, Les gauleiters prennent en charge l'administration du Reich et proposent des solutions pour tenter de retourner le cours des évènements : certains proposent la mise en place de commandos suicide, d'autres des organisations de partisans, tous cependant incarnent la volonté de résister jusqu'au bout.
Dans le même temps, le décret du 15 février 1945, promulgué par Thierack, à la demande de Hitler, les gauleiters se voient confier la responsabilité de la mise en œuvre des cours martiales d’exception, composées d'un responsable du NSDAP (ou d'une organisation satellite) et d'un officier.

### Des actions au quotidien du conflit
Substitut de l'administration depuis le milieu des années 1930, le parti nazi occupe de plus en plus des périmètres dévolus à l'administration de l'État. À tous les échelons, du chef de bloc, installé dans son immeuble, au gauleiter, dans son Gau, les membres du parti tentent de maintenir la mobilisation de la population : les responsables nazis organisent ainsi à la fois le déblaiement des décombres dans les villes bombardées, les services de la population dans les batteries antiaériennes, ou encore la répartition de l'aide sociale du parti (différente de celle organisée par l'État). Ces multiples domaines d'intervention du parti contribuent, avec la terreur qui se déchaîne dans le Reich, à maintenir dans la population un sentiment de docilité envers le régime, lorsque celui-ci apparaît davantage chaque jour des quatre premiers mois de l'année 1945, en état de dislocation avancée.
Dans les premières semaines de l'année 1945, dans le contexte de l'écroulement du front de l'Est et d'échec définitif de l'offensive des Ardennes à l'ouest, les gauleiters se retrouvent chargés de passer leur Gau au peigne fin pour débusquer les soldats débandés et les renvoyer sur le front.
Parallèlement à ce travail d'appui aux civils et aux militaires, le parti tente de définir, jusqu'aux derniers jours du conflit, les modalités du travail politique, comme le rappelle le Kreisleiter de Freiberg, dans ses instructions du 28 avril 1945, ou encore Goebbels dans Berlin lorsque, début avril 1945, il organise des réunions politiques pour diminuer l'impact des pillages dans la capitale du Reich.

### Discrédit
Malgré ces actions, les permanents du parti ont cependant très mauvaise réputation. L'opinion publique les considère comme des planqués. En 1942, sur 85 000 chefs politiques à plein temps, seuls 15 000 sont mobilisables. En 1943, les Allemands sont indignés d'apprendre qu'ils échappent aussi à la réquisition pour le travail à l'usine. Des rumeurs courent, en Bavière, sur le train de vie princier des dignitaires du parti. Certains militants de ce Land vont jusqu'à ne plus porter l'insigne du parti pour éviter les moqueries de la population et renâclent même devant la formation idéologique. En Bavière, Paul Giesler doit rappeler non seulement aux membres, mais aussi aux permanents du parti, qu'ils doivent porter en permanence leur insigne pour les uns, leur uniforme de service pour les autres.
Les permanents du parti ont une mission de propagande et présentent la guerre de façon optimiste. Ils font un portrait dévalorisant ou terrifiant des ennemis du Reich. Anglais et Américains sont présentés comme les instruments de la finance juive, l'URSS comme le pays dans lequel la figure du judéo-bolchevique règne en maître et soumet les civils à un régime de terreur. En ce qui concerne l'URSS, Goebbels accrédite l'idée de la bienveillance des peuples conquis. Quand l'armée allemande commence à reculer, la propagande se lance dans des appels à la guerre totale pour la survie du pays. Puis, pour soutenir le moral de la population, elle développe le thème des armes miracles qui renverseront la situation. Cependant pour la population, les héros ne sont pas les membres du NSDAP, mais les militaires. Les soldats eux-mêmes semblent haïr les représentants du parti : à Himmler qui propose de mettre en place des commissaires politiques au sein des unités du front de l'Est, les officiers répondent que ces derniers seraient très probablement assassinés par les hommes dont ils auraient la charge.
Dans les derniers mois du conflit, les dirigeants et les membres du parti sont les cibles de la colère de la population allemande : tout d'abord en raison de l'acharnement à vouloir continuer inutilement un conflit qui est perçu, même par de nombreux Allemands, comme perdu, ensuite en raison de l'incapacité à organiser correctement la Volkssturm, puis en raison de l'inaction dans les évacuations des civils devant les avances alliées et enfin à cause de la propension des membres éminents du parti à fuir vers l'ouest.
La fuite vers l'ouest, abondamment rapportée par les populations en fuite vers l'ouest joue un grand rôle dans le discrédit du parti. Ainsi, Arthur Greiser, gauleiter du Wartheland, le premier gauleiter à fuir devant l'avance alliée, se replie, après l'accord de Bormann, le 20 janvier 1945, avec son administration, à Francfort-sur-l'Oder : il abandonne ainsi une population civile à elle-même, dans un contexte de débâcle militaire et de fuite éperdue de la population civile vers l'ouest, fuite qu'il a interdite jusqu'au 17 janvier, tout en ne donnant pas de publicité à cette décision. De même, Hans Frank, le prédateur et corrompu gouverneur général de Pologne, se réfugie-t-il à Seichau, en Silésie ; après avoir festoyé dans le château, au grand scandale de la population de la ville, il reprend la route de l'ouest, avec le fruit de ses rapines en Pologne, jusqu'en Bavière.
Alors que les cadres fuient vers l'ouest et que les coups de boutoir soviétiques se font de plus en plus pressants, les gauleiters des régions directement menacés, responsables en dernier ressort des décisions d'évacuation des populations civiles, refusent à donner des ordres d'évacuation générale de la population civile, comme Koch, gauleiter de Prusse-Orientale, à Memel, ce qui accentue le discrédit des gauleiters et, plus généralement du parti, incapable aux yeux des réfugiés (et de proche en proche de l'ensemble de la population du Reich, de mener à bien l'évacuation de la population des Gaue menacés par l'Armée rouge. Refusant de prendre ces mesures, montrant leur incapacité lorsqu'il a fallu encadrer les réfugiés, les cadres du parti sont largement tenus responsables de la confusion régnant dans les provinces orientales à partir de l'automne 1944. Sur le front, la suggestion de Himmler de faire servir les cadres du parti comme officier de la propagande est simplement écartée par les commandants responsables de ce front, qui mettent en avant le risque pour ces cadres de se faire tuer par les soldats de la Wehrmacht.
Les populations des Gaue occidentaux connaissent eux aussi le même sort : en dépit de proclamations à la guerre à outrance, les responsables territoriaux du parti sont parmi les premiers à fuir à partir du mois de mars.
À Vienne, les rapports envoyés à Bormann mentionnent une atmosphère de quasi rébellion et d'insécurité de plus en plus grande pour les militants du NSDAP, qui n'osent plus sortir de chez eux désarmés ; les insultes, les menaces et les crachats semblent devenus leur lot quotidien.
Pour faire face à ce discrédit, issu du comportement de certains membres du NSDAP, Bormann édicte au cours du mois de février 1945 de nombreuses directives détaillant les sanctions encourues par les responsables ayant abandonné leur poste : ainsi, le 24 février, Bormann rappelle dans une circulaire interne que les défaillants doivent être considérés comme des traîtres.
Pour tenter de pallier la diffusion de ce discrédit qui pèse sur les responsables, Bormann édicte un certain nombre de circulaires insistant sur l'exemplarité dont doivent faire preuve les cadres et militants du NSDAP, notamment celle du 24 février 1945, rendant les fonctionnaires et militants responsables de traîtrise en cas d'abandon de poste.

### Désintégration du parti
Ni le discrédit qui frappe les membres du parti, ni la répression qui s'abat sur ceux qui souhaitent la fin des combats ne masque le processus de désintégration que connaît le parti durant les dernières semaines du conflit. Le contrôle de la chancellerie du parti vole en éclats avec la désorganisation des communications qui sévit dans ce qui reste du Reich à partir du mois de mars 1945 : ainsi, les consignes du pouvoir central à destination des gauleiters du Sud du Reich, relatives à l'accueil et à l'approvisionnement des populations du sud du Reich en fuite devant l'avance de l'Armée rouge, restent-elles lettre morte, malgré les courriers insistants de Bormann aux gauleiters du Sud du Reich.
Cette désintégration est aussi le fait des gauleiters eux-mêmes, par la politique qu'il mènent : certains abandonnent tout simplement leur circonscription, comme Albert Hoffmann (en), gauleiter de Westphalie du Sud, ou Erich Koch, d'autres se battent jusqu'au bout, comme Karl Hanke à Breslau (avant de prendre la fuite, quelques heures avant la reddition de la ville le 5 mai 1945), Karl Holz en Franconie, mort dans les ruines du siège de police de Nuremberg, d'autres, enfin, se rapprochent de Walther Model, comme Josef Grohé, gauleiter de Cologne-Aix-la-Chapelle, ou Albert Hoffmann. Ce dernier prononce même, de son propre chef, la dissolution du NSDAP dans son Gau le 13 avril, à l'issue d'une réunion avec les Kreisleiter de son district, avant de fuir vers le centre du Reich.
La fin du conflit exacerbe également certaines rancœurs entre responsables territoriaux : ainsi, à Bayreuth, Fritz Wächtler, est-il exécuté sur ordre de son adjoint et rival Ludwig Ruckdeschel, pour abandon de poste, alors qu'il avait déménagé ses services près de la frontière tchèque.
Des suicides en masse touchent, entre autres, des cadres du parti devant la débâcle.

## Anciens membres après 1945

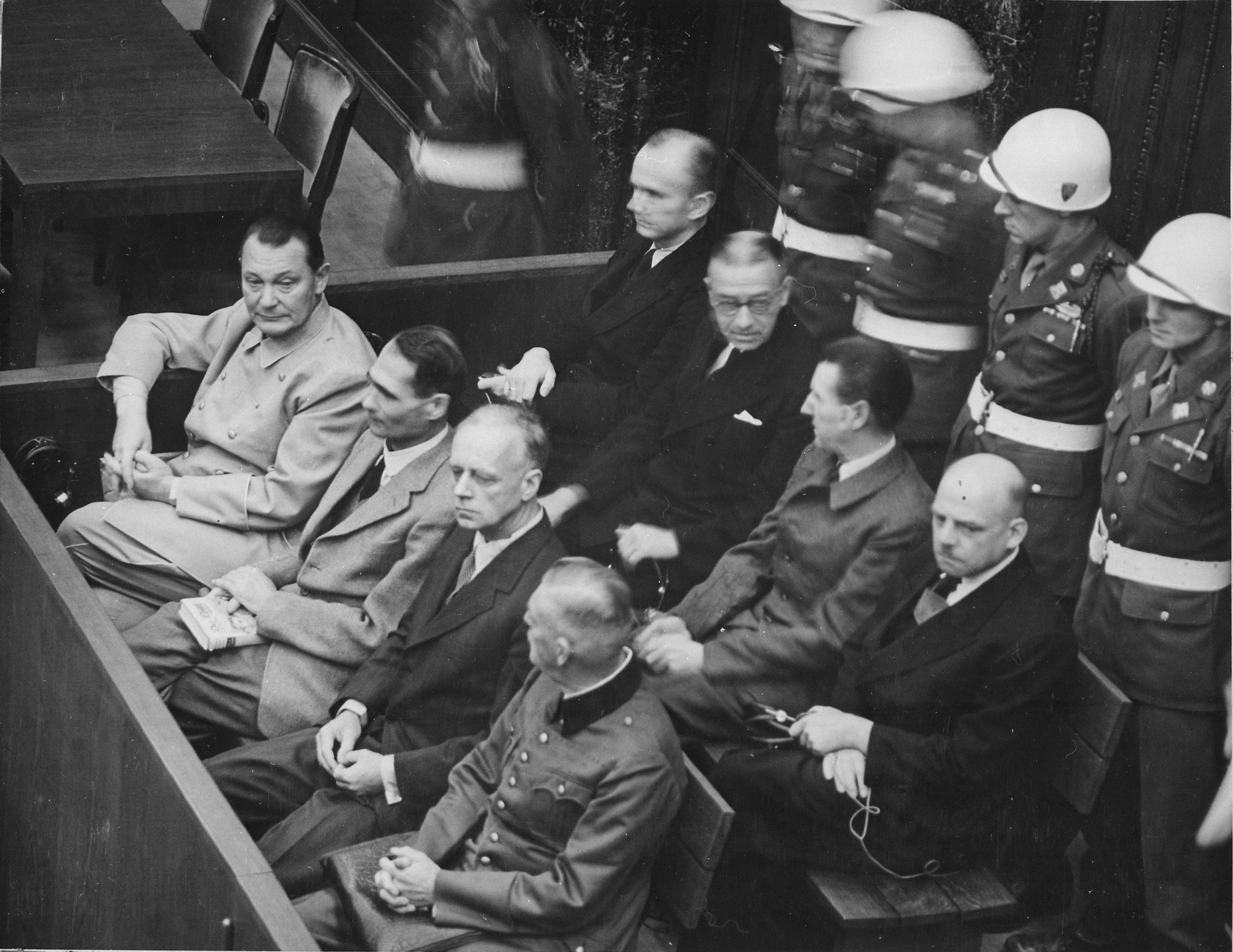
Des dignitaires du NSDAP au procès de Nuremberg.

Ce n'est que le 20 septembre 1945, plusieurs mois après la fin de la Seconde Guerre mondiale, que le NSDAP, qui a déjà disparu dans les faits, est officiellement interdit, dans le cadre d'un accord entre les gouvernements alliés responsables de l'occupation de l'Allemagne. Le procès de Nuremberg (20 novembre 1945-10 octobre 1946) déclare criminelles quatre organisations nazies : le NSDAP, la SS, le SD et la Gestapo. Cela implique que le simple fait d'en avoir fait partie est un crime. En ce qui concerne le NSDAP, seul le corps de chefs du parti est déclaré criminel à savoir, le Führer, la Reichsleitung, les gauleiters et leurs principaux collaborateurs, les Kreitsleiter et leurs collaborateurs, les Ortsgruppenleiter, les Zellenleiter et les Blockleiter. Les simples membres ne sont pas inquiétés s'ils se sont bornés à avoir une carte du NSDAP.
Dans l'immédiat après-guerre, beaucoup de nationaux-socialistes, et en particulier de SS, furent ainsi détenus dans des camps de prisonniers ou exécutés, soit par la Résistance, soit après procès. Une partie, cependant, échappa à toute condamnation. Si dès 1943, les Alliés avaient mis en place la Commission des crimes de guerre des Nations unies (UNWCS) chargée de dresser une liste des criminels de guerre nazis, celle-ci, ainsi que d'autres organismes nationaux, durent faire face à d'importants problèmes pratiques d'organisation, en particulier après 1947 et le déclenchement officiel de la guerre froide. L'échec du CROWCASS (Registre central des criminels de guerre et des suspects pour la sécurité), créé en mars 1945, est symptomatique de ce changement de priorité politique. De leur côté, certains d'entre eux s'organisaient, par exemple dans l'association d'entre-aide des ex-membres de la Waffen-SS, la « Hilfsgemeinschaft auf Gegenseitigkeit der ehemaligen Angehörigen der Waffen-SS » créée en 1951 et dissoute en 1992.
Les nazis qui échappèrent à la justice dans l'immédiat après-guerre peuvent ainsi être classés en plusieurs catégories :
- ceux qui se sont suicidés ;
- ceux qui ont été condamnés à mort par contumace et ont réussi à rester en fuite ;
- ceux qui n'ont pas fait l'objet de procès ni de condamnation, pour une raison ou une autre (non-inscrit au CROWCASS, non arrêté, etc.) :
  - ceux-ci ont pu parfois continuer à vivre dans leur pays, soit sous la même identité, soit sous une fausse identité, étant parfois employés par les services de renseignement de l'Ouest comme de l'Est (par exemple, Horst Kopkow, qui travailla pour le MI5 ; le chef du contre-espionnage Wilhelm Höttl, qui travailla pour le Counter Intelligence Corps (CIC) américain ; nombre de membres de l'organisation Gehlen, ancêtre du BND allemand, etc.). D'autres, comme le SS letton Viktors Arājs, chef du tristement célèbre Sonderkommando Arājs, fut mystérieusement libéré par les Britanniques en 1946, pour n'être condamné à perpétuité qu'en 1979,
  - d'autres, parmi ceux-ci, se sont enfuis, en s'appuyant parfois sur des réseaux d'exfiltration des criminels de guerre. Ces réseaux ont fait l'objet d'une intense spéculation historique depuis la publication du roman ODESSA par Frederick Forsyth, en 1972, qui tenait la plupart de ses sources du chasseur de nazis controversé Simon Wiesenthal. Au-delà d'ODESSA, l'un des réseaux avérés fut celui de l'évêque catholique Alois Hudal, qui était proche du prêtre croate Draganović. Ces deux prêtres firent beaucoup pour aider des fugitifs, dont Adolf Eichmann ou Klaus Barbie, à s'enfuir, souvent pour l'Amérique latine (en premier lieu l'Argentine).

Parmi ces fugitifs, on peut citer, parmi les plus connus, Josef Mengele (mort en 1979), Barbie (qui travailla pour la dictature bolivienne avant d'être rattrapé par la justice française), Eichmann (jugé à Jérusalem), Alois Brunner, Aribert Heim (toujours recherché mais peut-être mort), le commandant de Treblinka Franz Stangl, l'aviateur letton Herberts Cukurs (assassiné par le Mossad), etc. Une partie des fugitifs a été rattrapée par la justice.
Enfin, une partie, certes marginale, des anciens cadres nationaux-socialistes réussirent à dissimuler leur passé et à obtenir des postes politiques plus ou moins importants après la guerre. Ces faits ont souvent suscité le scandale et la démission des personnalités concernées quand furent révélées les fonctions qu'ils avaient exercées pendant le national-socialisme. On peut ainsi citer :
- Kurt Georg Kiesinger, membre du NSDAP depuis 1933, qui travaillait au service de propagande de l'office des Affaires étrangères, chargé de faire le lien avec le ministère de l'Éducation du peuple et de la Propagande du Reich, et qui fut chancelier fédéral de la RFA de 1966 à 1969 ;
- Heinz Reinefarth, SS-Gruppenführer et Höhere(r) SS- und Polizeiführer (chef supérieur de la SS et de la police dans le Warthegau en Pologne), qui échappa toutefois à toute inculpation et devint maire de Westerland (1951-1964) et député du Bloc des réfugiés au Landtag de Schleswig-Holstein à partir de 1958 ;
- Wilhelm Harster, SS-Gruppenführer du ministère bavarois de l'Intérieur, qui dut démissionner après avoir pris la défense du criminel de guerre Erich Rajakowitsch (de), jugé à Vienne en 1965, puis fut lui-même à nouveau jugé et condamné en 1967 ;
- Hanns Martin Schleyer, SS-Untersturmführer (équivalent à sous-lieutenant, officier subalterne), deviendra représentant du patronat allemand à la fin des années 1960. Il fut assassiné par la RAF en 1977.

Kurt Waldheim, secrétaire général des Nations unies de 1972 à 1981 et président de l'Autriche de 1986 à 1992, est sans doute l'ex-nazi ayant eu les fonctions les plus importantes après-guerre. Waldheim, qui avait été inscrit comme suspect sur la liste de l'UNWCS, était membre de la SA et fut Oberleutnant (équivalent de lieutenant) de la Wehrmacht sur le front de l'Est, et on s'intéressa beaucoup à son rôle lors de la bataille de Kozara (Bosnie), dans la 714e division d'infanterie dirigée par le général Friedrich Stahl (it). Bien que l'unité militaire de laquelle il fit partie se fût rendue coupable d'exactions nombreuses, aucune preuve ne l'impliquant directement dans des crimes de guerre n'a pu cependant être fournie. Le département de la Justice des États-Unis refusa toutefois en 1987 de le laisser entrer sur le territoire national, en affirmant qu'il avait pris part à la déportation, au mauvais traitement et à l'exécution de civils et de soldats alliés durant la guerre.
En 1953, le « Sozialistische Reichspartei », qui se présente comme successeur du NSDAP, est interdit. En 1964, le NPD (Nationaldemokratische Partei Deutschlands) est créé. Malgré des propos racistes et d'extrême-droite, le parti n'est toujours pas interdit, même si cette question occupe régulièrement la classe politique allemande.
Aux États-Unis, en 1979, à la suite de nombreux dysfonctionnements dans la recherche d'anciens criminels nazis parmi les immigrés, la représentante Elizabeth Holtzman a fait voter une loi instituant le Bureau d'enquêtes spéciales (en) (en anglais : Office of Special Investigations), optimisant les procédures d'investigation et renforçant les pouvoirs de sanction du département de la Justice.
Le Royaume-Uni, également, vota, après un long débat, le War Crimes Act 1991 (en), qui accordait à ses tribunaux une compétence juridictionnelle sur les personnes soupçonnées de crimes de guerre commis lors de la guerre et ayant par la suite acquis la citoyenneté britannique. La seule personne jugée - et condamnée - en vertu de cette loi fut l'ex-SS Anthony Sawoniuk (en) (Polonais ou Biélorusse).
Actuellement, les Européens ne parviennent pas à s'entendre sur une loi commune à propos du nazisme. En janvier 2007, le projet d’interdiction des symboles nazis par tous les pays membres de l'Union européenne a été rejeté. En effet, pour la communauté hindoue britannique, le svastika est avant tout un symbole de paix, et ceci depuis 5 000 ans.
L’incitation à la haine raciale et à la xénophobie sont passibles des délits punis de la même manière dans les 27 États membres, par des peines de 1 à 3 ans de prison. Mais le négationnisme n’est délictueux qu’en France, en Allemagne et en Autriche.

### Archives des membres du NSDAP
Immédiatement après la fin de la Seconde Guerre mondiale, le Berlin Document center (BDC) est créé par l'armée américaine à Berlin-Zehlendorf au 1 Wasserkaefersteig, en tant que centre de collecte des documents saisis de l'époque nazie en vue des procès pour crimes de guerre de Nuremberg et de la dénazification. Après de nombreuses années de négociations, en 1994, les Archives fédérales ont repris le BDC de l'administration américaine, initialement en tant que branche Berlin-Zehlendorf. En 1996, les documents de l'ancienne BDC ont été fusionnés avec les fonds du Département du Reich allemand dans la nouvelle propriété des Archives fédérales à Berlin-Lichterfelde.
La plupart des documents ont été trouvés par des soldats américains en Bavière au printemps 1945. Près de 11 millions de fiches ont été découvertes par la première armée américaine dans des wagons couverts sur une voie d'évitement d'une usine de pâte à papier près de Munich, siège du parti, destinés à être détruit. En 1980, le directeur de la BDC, Daniel Paul Simon, déclare au The Christian Science Monitor concernant l'accès aux archives « Sauf dans les cas où des personnes ont été condamnées par les tribunaux d'après-guerre à la suite d'événements antérieurs à 1945, ces dossiers ne peuvent pas être rendus accessibles à tous. Nous sommes autorisés à fournir des informations biographiques uniquement aux agences officielles des États-Unis, de la République fédérale d'Allemagne, de la Grande-Bretagne, la France et d'autres gouvernements amis. Israël et la Yougoslavie sont considérés comme "amis", mais les pays du bloc soviétique se voient refuser l'accès au centre. Tant que l'individu est vivant, nous ne pouvons pas rendre l'information accessible au grand public, à la presse ou à un particulier. Dans le cas d'une demande gouvernementale, nous voulons savoir pourquoi l'information est requise, et peut-être la remonter un peu plus loin pour déterminer s'il s'agit d'une demande de bonne foi. Personne n'a carte blanche pour entrer ici et obtenir l'information qu'il veut ». Périodiquement, le gouvernement des États-Unis a proposé de céder le centre aux Allemands de l'Ouest, en conservant le droit d'accès aux dossiers. Le gouvernement de Bonn, cependant, n'a pas voulu accepter un cadeau aussi explosif. La même année, dans le documentaire Il fait froid dans le Brandebourg (tuer Hitler), Daniel Paul Simon déclare que le BDC dispose de 10 700 000 fiches de membres du parti nazi. Que cela représente 95 % des membres du parti, mais que lui considère qu'il y a toutes les cartes de membres établis, et qu'en 1980, 65 % de ces personnes sont encore vivantes.
Les stocks actuels des Archives fédérales allemandes les plus importants sur la NSDAP sont :
- Membres du NSDAP (environ 12,7 millions de fiches)
- Correspondance avec les parties (environ 1,3 million d'unités de stockage)
- Dossiers personnels du bureau principal de course et de règlement SS (environ 240 000 UA)
- Dossiers du personnel des membres de la SS (environ 350 000 UA)
- Dossiers personnels des membres de l'AS (environ 550 000 UA)
- Dossiers personnels des personnes réinstallées (Office central de l'immigration de Litzmannstadt)
- Dossiers personnels de la Chambre de la Culture du Reich